# Berlin Museum
Das Berlin Museum war ein stadt- und kulturgeschichtliches Museum in Berlin. Es existierte von 1962 bis 1995. Seinen Sitz hatte es im Kollegienhaus, Lindenstraße 14 in Berlin-Kreuzberg. 1995 hörte mit Gründung der Stiftung Stadtmuseum Berlin die Körperschaft „Berlin Museum“ auf zu bestehen. Die Sammlungen des Museums wurden vom Berliner Senat der Stiftung als Eigentum überwiesen und mit den Sammlungen des Märkischen Museums vereinigt.
Das Kollegienhaus, dessen Erweiterungsbau ab 1992 entstand (sogenannter Libeskindbau), wurde der Stiftung zunächst zur Nutzung überlassen. Bei der Verselbstständigung des Jüdischen Museums 1999 wurden Kammergerichtsgebäude und Libeskindbau diesem übergeben und gehören seither nicht mehr zur Stiftung Stadtmuseum.

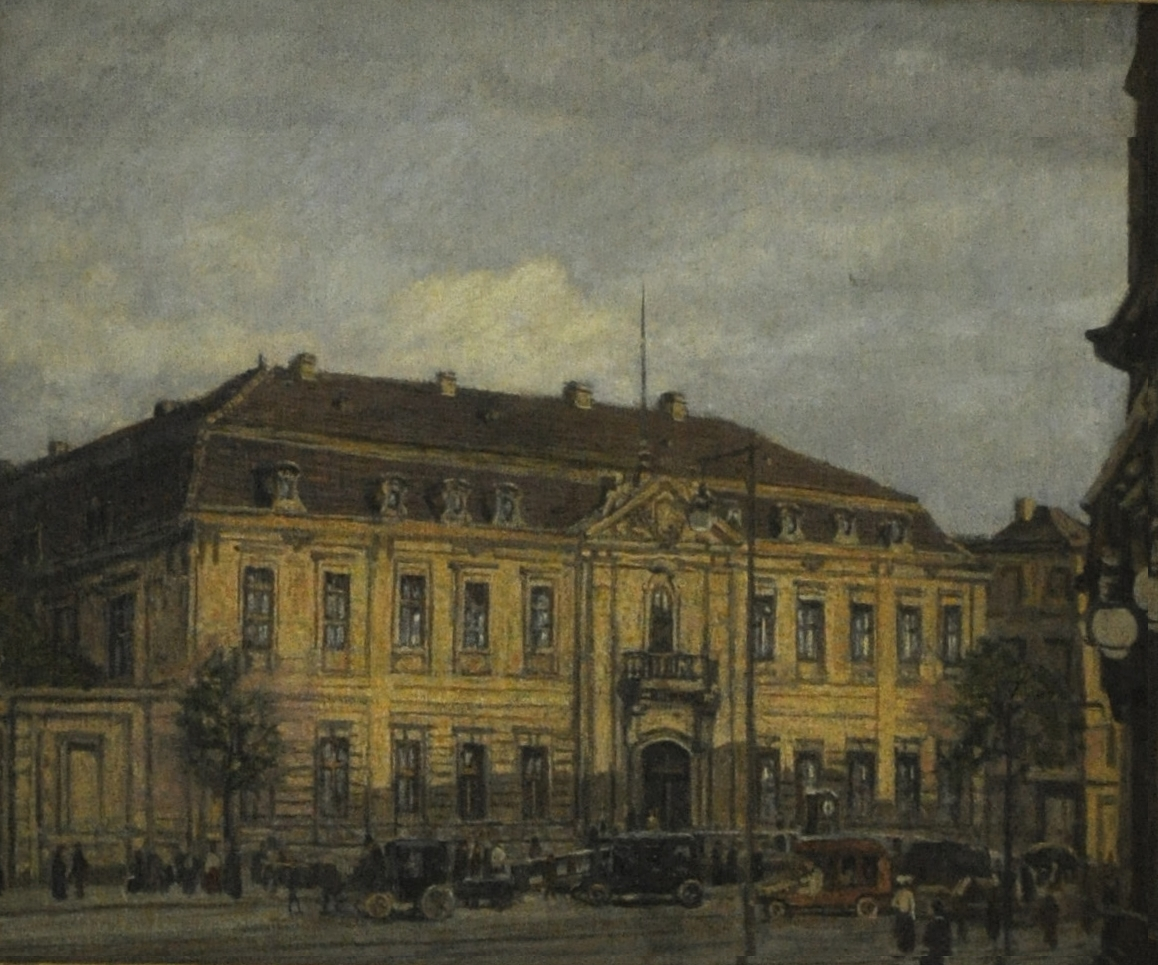
Das Kammergerichtsgebäude in der Lindenstraße in Berlin, Sitz des Berlin Museums. Gemälde eines unbekannten Künstlers um 1910. Das Werk war 1963 eines der ersten Geschenke an den Verein für ein Berlin Museum

## Vorgeschichte
Durch den Bau der Berliner Mauer hatten West-Berliner zunächst keinerlei Zugang zum Ostteil der Stadt und damit auch nicht zum Märkischen Museum, das als Institution ab 1874 neben seiner Aufgabe als Brandenburgisches Provinzialmuseum auch die Stadtgeschichte Berlins darstellte. In West-Berlin wurden erste Stimmen laut, ein neues, rein stadtgeschichtliches Museum zu gründen. Dazu gehörte die Direktorin der Schlösserverwaltung Margarete Kühn, die in ihrer Funktion gelegentlich berlinbezogene Objekte angeboten bekam, diese jedoch entsprechend dem Sammlungsprofil ihrer Institution nicht ankaufen konnte.

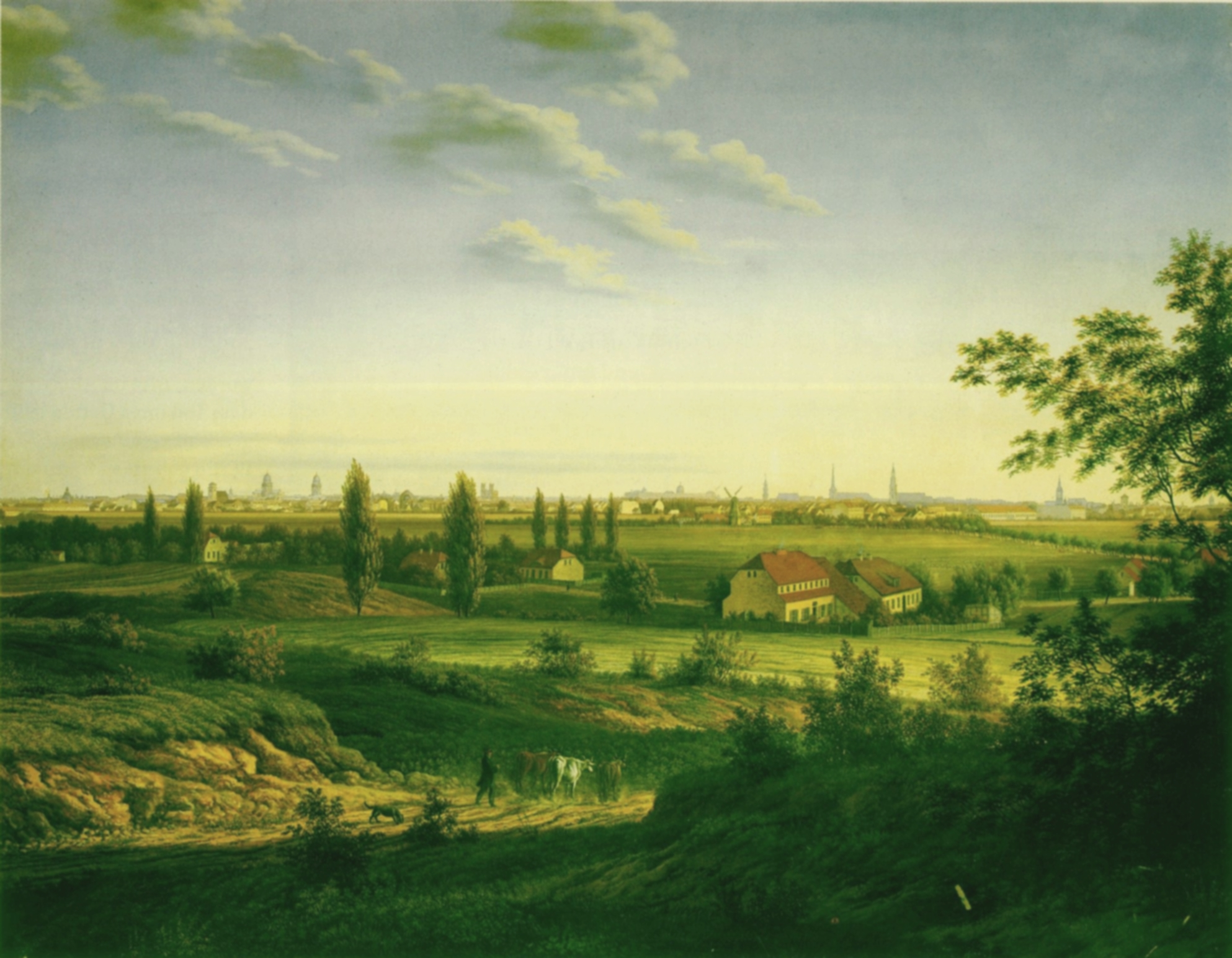
Wilhelm Barth: Blick von den Rollbergen auf Berlin, Gouache 1834, vom Märkischen Museum 1920 erworben. Durch Teilung der Stadt im Westteil befindlich, 1977 als Senatsbesitz dem Berlin Museum überwiesen

Zum Personenkreis, der ein stadtgeschichtliches Museum forderte, gehörte auch die Kunsthistorikerin Irmgard Wirth, die seinerzeit als Mitarbeiterin des Landeskonservators für den Senator für Bau- und Wohnungswesen den Doppelband des Inventars „Stadt und Bezirk Charlottenburg“ und den Band „Bezirk Tiergarten“ erstellt hatte und damit ihre große Kompetenz hinsichtlich der regionalen Stadt- und Kulturgeschichte unter Beweis gestellt hatte.
Nachdem der Ruf nach solch einem Museum seinen Widerhall in der Tagespresse gefunden hatte, wandte sich der Senat ratsuchend an Leopold Reidemeister, den Generaldirektor der ehemals staatlichen Museen, und an Edwin Redslob, Reichskunstwart während der Weimarer Republik.
Redslob, der sich nach Jahren der inneren Emigration während der Zeit des Nationalsozialismus als Mitbegründer der Freien Universität, der Freien Volksbühne und als Initiator und Lizenznehmer der bürgerlichen Tageszeitung Der Tagesspiegel hervorgetan hatte, sollte nun zu einer Art Gründungsdirektor des neuen Museums werden. Einbezogen wurde als damals bedeutende politische Kraft die Landsmannschaft Berlin-Mark Brandenburg. Als fachlich beratende Körperschaft wurde die Landesgeschichtliche Vereinigung für die Mark Brandenburg hinzugezogen.
Da von Seiten der Senatsverwaltung zunächst kein Bedarf an einer Museumsgründung gesehen und es ernsthaft angezweifelt wurde, dass über Schenkungen und Neuerwerbungen eine qualitätvolle Sammlung gebildet werden könne, wurde die Rechtsform des Vereins gewählt, mittels derer das Museum entstehen sollte. Der Name „Berlin Museum“ war von Anfang an Konsens.

### Verein

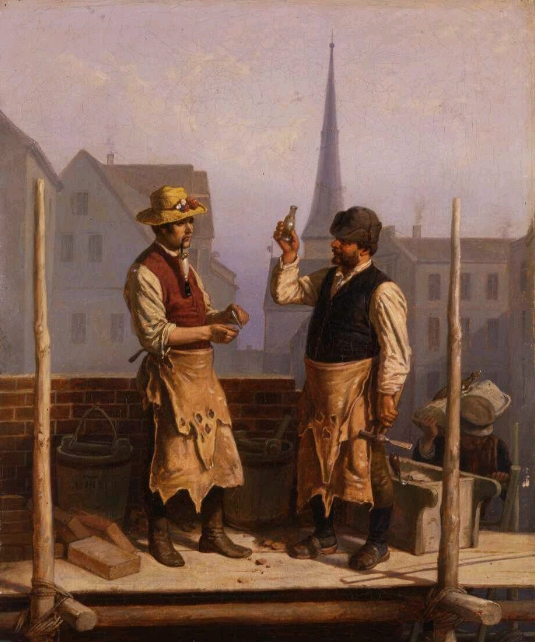
Theodor Hosemann: Maurer beim Bau des Berliner Rathauses, Ölgemälde 1861, erworben 1984 vom Verein der Freunde und Förderer des Berlin Museums aus Privatbesitz

Am 22. November 1962 wurden der „Verein der Freunde und Förderer des Berlin Museums“ gegründet und Edwin Redslob zum ersten Vorsitzenden gewählt. Der damals 78-Jährige hatte damit eine schwierige Aufgabe übernommen, wurde aber zum eigentlichen Motor der Museums-Angelegenheit, die er mit der Kraft seiner Persönlichkeit meisterte. Redslob vernetzte den Verein und die Museumsidee mit Vertretern der Wirtschaft, was sich in den folgenden Jahren als tragfähiges Fundament für die Suche nach Sponsoren erweisen sollte. Der Verein war für fast ein Jahrzehnt der Träger des Museums. Er erwarb mit seinen Mitteln Kunstwerke, die in seinem Eigentum verblieben, denn der einzige Zweck des Vereins war es, Kunstwerke für das Museum zu erwerben.
Der Senat von Berlin zeigte sein Wohlwollen für die Sammlung darin, dass er dem Berlin Museum den Ankauf von Kunstwerken aus Senats- und Lottomitteln ermöglichte, die allerdings Eigentum des Landes Berlin wurden. Die Lottomittel boten dem Museum die größten finanziellen Posten, ohne diese hätte die Sammlung nicht aufgebaut werden können.
Die Vereinsarbeit erwies sich als außerordentlich produktiv und verschaffte dem Museum gesellschaftsrelevante Bedeutung. Während Redslob einerseits in der Wirtschaft um finanzielle Unterstützung warb, übte er andererseits praktische Museumsarbeit in Form des Ankaufs von Kunstwerken und scheute sich nicht, dabei auch „Klinken zu putzen“: Der in Dahlem Wohnende suchte gezielt in der Nachbarschaft alteingesessene Bewohner auf und spürte so mit dem ihm eigenen Charme berlinbezogene Objekte auf, die bisweilen auch erworben werden konnten.
Wichtig war auch die Unterstützung durch den Kunsthandel. Hier ist vor allem Wilhelm Weick zu nennen, der dem Verein als Fachmann bei der Einschätzung der Kaufangebote zur Seite stand. Ferner wurde der Bildhauer Kurt Reutti ein Motor der Vereinsarbeit, der sich in der unmittelbaren Nachkriegszeit um die Bergung und Sicherstellung scheinbar herrenloser Kunstwerke verdient gemacht hatte.

### Erste Ausstellungen und provisorische Standorte

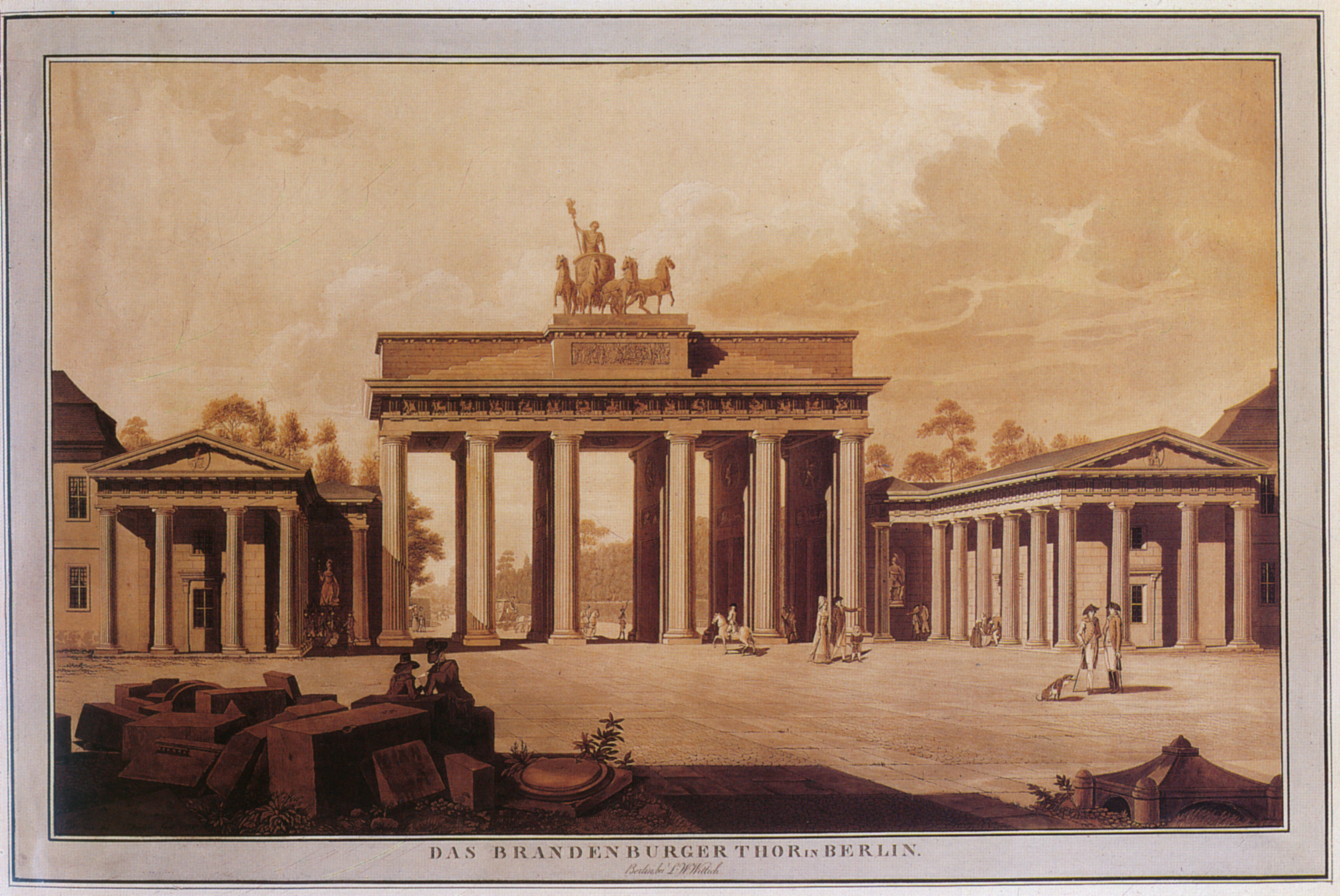
Berger nach Lüdtke:
Das Brandenburger Tor, Aquatinta 1796, 1964 als eines der ersten Kunstwerke für das Berlin Museum von einem Stifter aus Zürich geschenkt

Am 6. Mai 1964 eröffnete im „Haus am Lützowplatz“ die Gründungsausstellung des Berlin Museums. Redslob war es wichtig gewesen, der Öffentlichkeit mit Exponaten die Idee des Stadtmuseums nahezubringen. Auch war es gelungen, die Politik derart einzubinden, dass der Regierende Bürgermeister Willy Brandt die Ausstellung eröffnete. Entsprechend groß war das Echo der Presse und das daraus resultierende Interesse der Leser.
Die Ausstellung präsentierte in Kombination von ersten Erwerbungen des Vereins mit Leihgaben aus bestehenden Museen, der Schlösserverwaltung und privaten Sammlungen die Berliner Stadt- und Kulturgeschichte und fand eine unerwartet große Resonanz durch etwa 10.000 Besucher in drei Monaten.

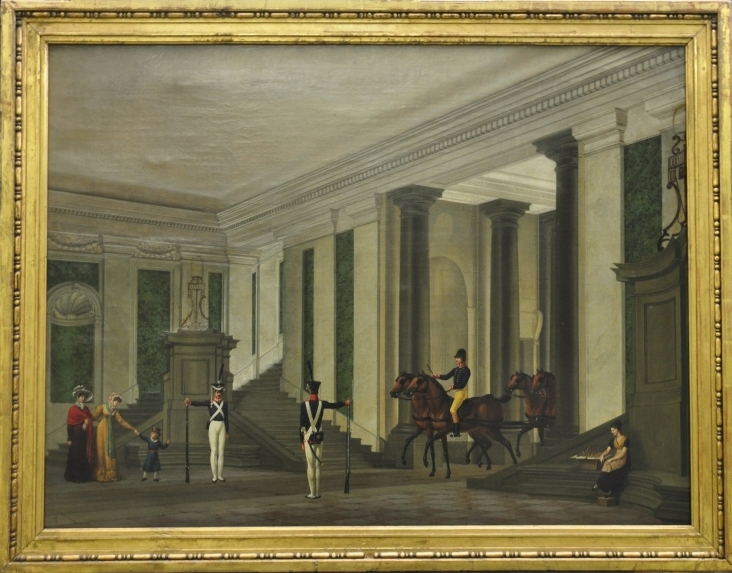
Carl Gropius: Durchfahrt Portal I im Berliner Schloss, Ölgemälde um 1820, Geschenk von Kurt Reutti 1964

Im Jahr 1965 konnte das Berlin Museum dank der guten Kontakte Redslobs zum Bezirksamt Tiergarten erste dauerhafte Ausstellungsräume beziehen, die aber nur als Provisorium gedacht waren. Sie befanden sich im Hause des Kunstamtes Tiergarten in der Stauffenbergstraße 41 und konnten mietfrei genutzt werden. Trotz des sehr beengten Raums wurden hier im Wechsel Sonderausstellungen und eine Ausstellung zur Stadtgeschichte gezeigt.
Im Jahr 1964 wurde die Sammlung Johann Friedrich Leider mit Lottomitteln für 80.000 Mark gekauft. Durch eine Spende der Firma Hermann Meyer 1965 anlässlich ihres 75-jährigen Bestehens konnte eine bedeutende Chodowiecki-Sammlung erworben werden. Eine für damalige Verhältnisse sehr großzügige Spende der Allianz-Versicherung im Jahr 1966 von 250.000 Mark ermöglichte den schrittweisen Ankauf von Bildern für eine „Berliner Porträt-Galerie“. Die Firma Reemtsma übernahm das Patronat über die Sammlung von Fayencen, die Kindl-Brauerei das Patronat über die Sammlung von (Bier-)Krügen und Gläsern.

### Kollegienhaus oder Kammergerichtsgebäude

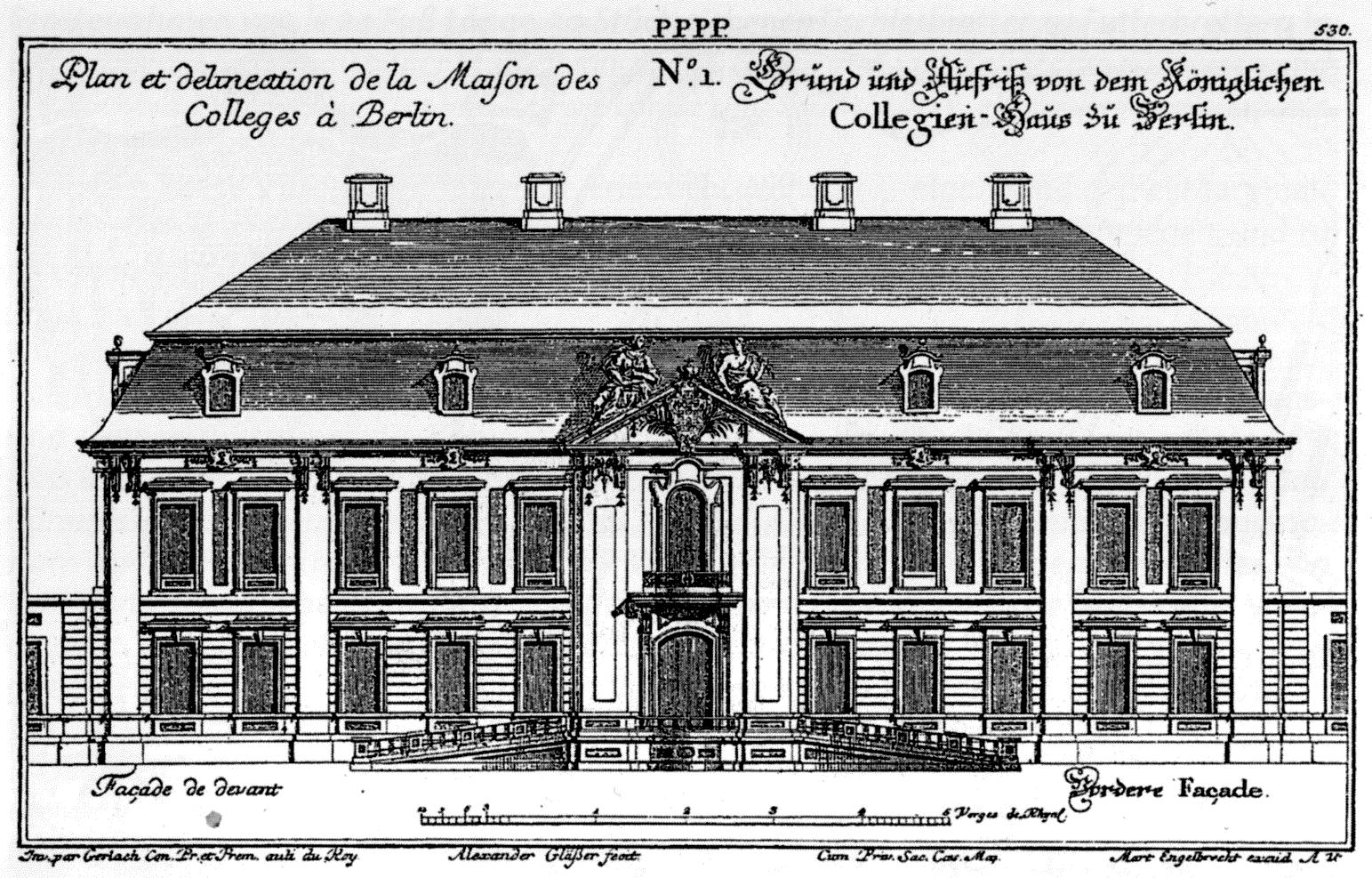
Martin Engelbracht, Kollegienhaus in Berlin, Aufriss, vor 1739

Der ursprünglich „Kollegienhaus“ genannte Bau wurde im Auftrag von König Friedrich Wilhelm I. 1734 nach Plänen Philipp Gerlachs gebaut und am 8. Mai 1735 fertiggestellt. Er rahmt die südliche Friedrichstadt nach Osten und dient der Markgrafenstraße vom Gendarmenmarkt als Point de vue.
Es handelt sich um eine zweigeschossige Dreiflügelanlage unter Mansarddach, die ihren Ehrenhof zum Garten wendet. Die elfachsige Westfassade ist als Schauseite gebildet. Hierbei ist die übergiebelte, sehr breite Mittelachse mit Durchfahrtstor und Balkon im Obergeschoss risalitartig vorgezogen. Auch die jeweils äußeren Achsen bilden flache Seitenrisalite. Seitlich schlossen sich entlang der Lindenstraße zwei architektonisch gegliederte Grundstücksmauern mit vasengeschmückter Tordurchfahrt an. Die südliche wurde bei Anlage der Husarenstraße im 19. Jahrhundert beseitigt.

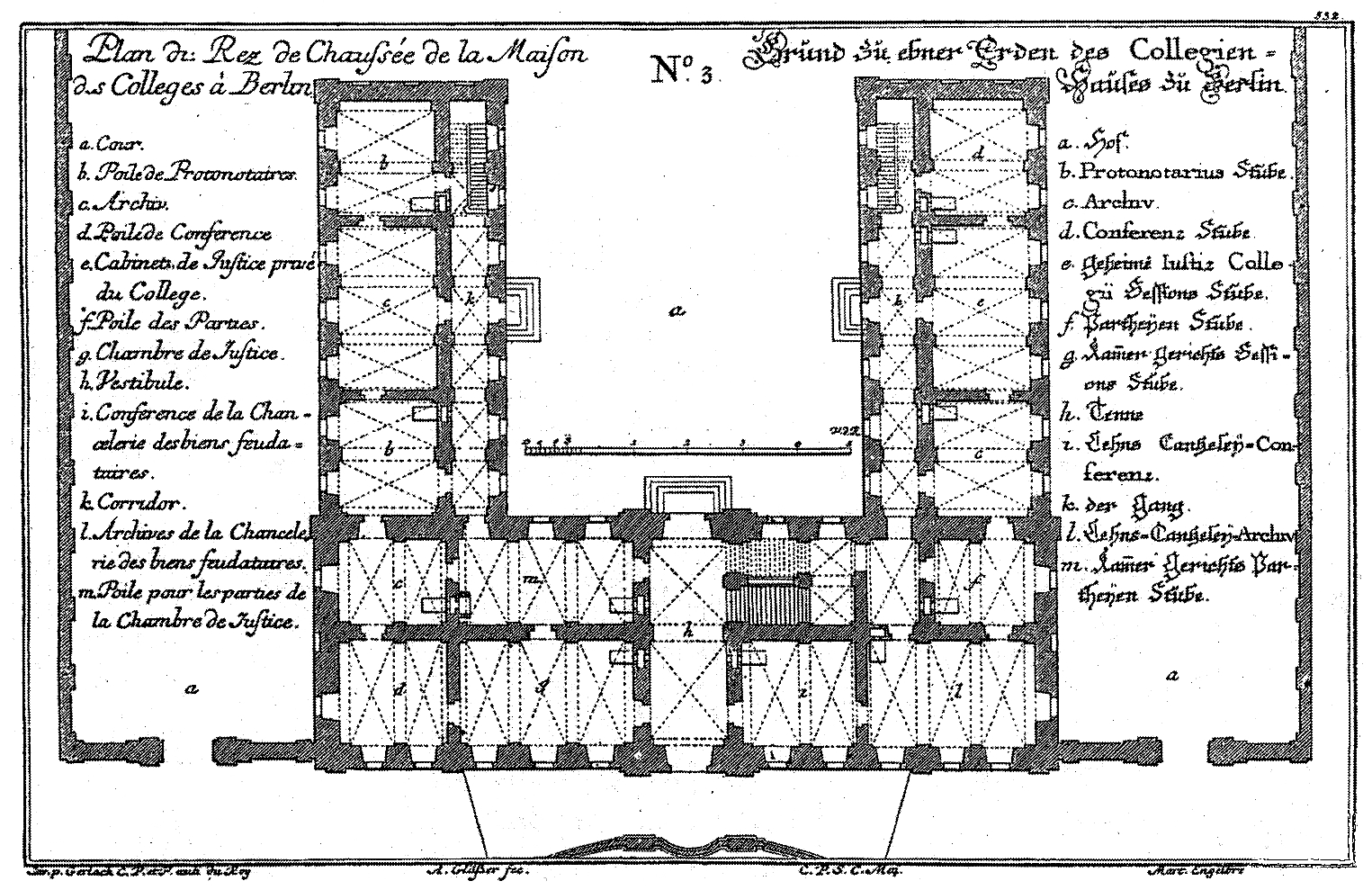
Martin Engelbrecht, Kollegienhaus Berlin, Grundriss Erdgeschoss, vor 1739

Das Gebäude erhebt sich auf einer schlicht gegliederten Sockelzone. Vor ihr schwingt eine breite Rampe mit Balustrade zur Mittelachse empor. Das Erdgeschoss ist durch eine Putzbänderung ausgezeichnet, während die Obergeschossfassaden glatt verputzt sind. In den Risaliten überfangen Pilaster mit kapitellartigen Festonbekrönungen beide Geschosse. Die Gebälkzone ist durch vier Schmuckelemente unter dem Gesims ausgezeichnet.
Im Giebelfeld befindet sich eine reliefierte Wappenkartusche, die den Bau als königliche Institution auswies. Auf den Giebelschrägen befinden sich allegorische Figuren der Justitia und der Caritas. Die Mansardzone des Dachs ich durch vier Lukarnen gegliedert und der Dachfirst ist durch vier Schornsteinköpfe bestimmt.
Während das Äußere des „Kollegienhauses“ mit seiner palaisartigen Gestaltung die seinerzeit architektonisch bescheidene südliche Friedrichstadt aufwerten sollte, war das Innere recht funktional gestaltet. Das Erdgeschoss war durchgehend kreuzgratgewölbt. Die schlichte Haupttreppe befand sich hofseitig und wurde ergänzt durch Nebentreppen an den Enden der Seitenflügel. Mittig befand sich das Präsidentenzimmer, das von zwei Sälen flankiert wurde. Die Erschließung beider Geschosse erfolgte durch hofseitige Gänge.

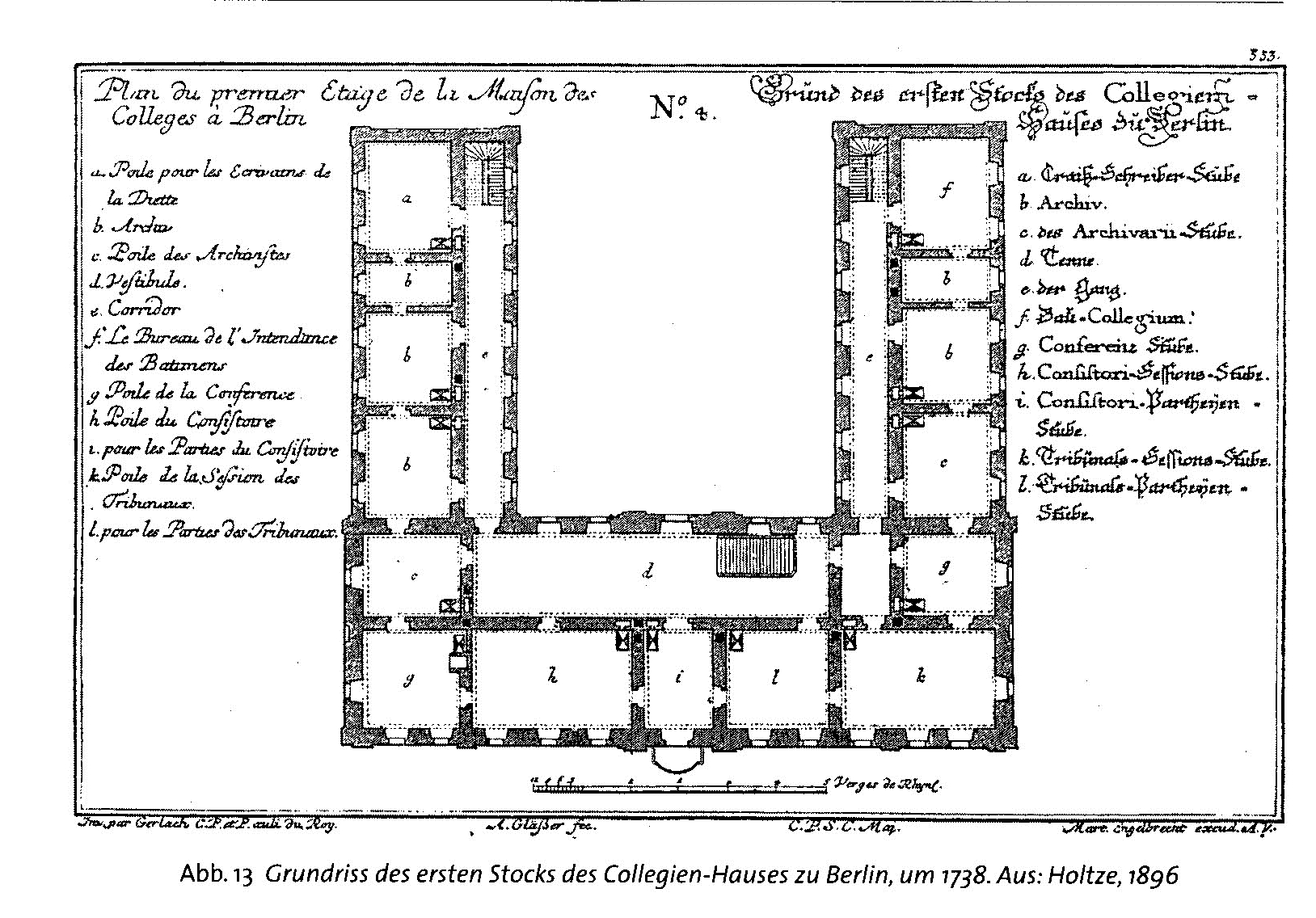
Martin Engelbrecht, Kollegienhaus Berlin, Grundriss Obergeschoss, vor 1739

Zunächst waren im Kollegienhaus mehrere gerichtliche Institutionen untergebracht, später wurde das Gebäude allein vom Kammergericht genutzt. Nach dessen Auszug in den Neubau am Kleistpark 1913 bezog das evangelische Konsistorium Brandenburg das Kollegienhaus.
Bereits im 19. Jahrhundert hatten bauliche Erweiterungen stattgefunden. 1828–1830 wurde nach Plänen Wilhelm Bergers der Südflügel um fünf Achsen nach Osten verlängert. 1834–1836 wurde in dessen Verlängerung ein eingeschossiger Wohnbau bis zur östlichen Grundstücksgrenze eingefügt. 1860 erfolgte die Einweihung der Verlängerung des Nordflügels, der nach dem darin befindlichen Sitzungssaal „Saalbau“ benannt wurde. Zu dieser Zeit wurde auch das Mansardgeschoss weiter ausgebaut und durch weitere Lukarnen belichtet.
Beim Bombardement vom 3. Februar 1945 wurde das „Kollegienhaus“ zerstört. Der Zerstörungsgrad umfasste etwa 80 Prozent, da auch fast alle Erdgeschossgewölbe eingestürzt waren. Aufgrund des hohen Zerstörungsgrads und im Zuge der Autobahntrassenplanung der Nachkriegszeit sollte die Ruine zunächst abgerissen werden, dann entschied man sich aber für den Erhalt. Bei der Veröffentlichung des „Verzeichnis der Baudenkmäler“ durch den Berliner Senat am 25. November 1958 wurde die Ruine als laufende Nummer 6 des Verwaltungsbezirks Kreuzberg gelistet.

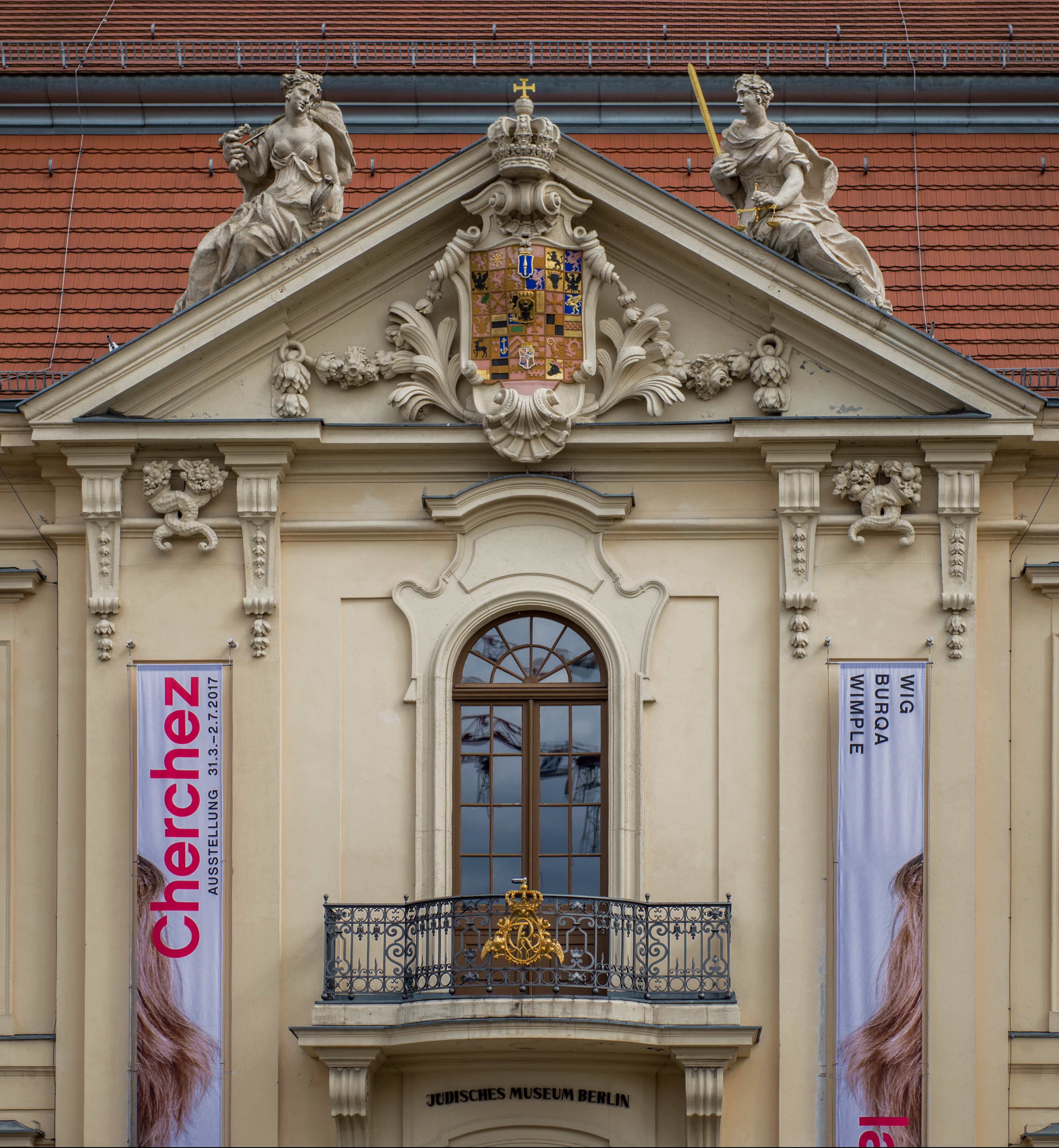
Detail der Fassade des Kollegienhauses

Der Wiederaufbau des Hauses begann am 1. Juni 1964, ohne dass eine künftige Nutzung festgelegt worden war. Äußerlich erfolgte der Wiederaufbau entsprechend der Veröffentlichung Martin Engelbrechts von vor 1739. Die Ruinen der Erweiterungsbauten waren schon zuvor gesprengt und abgeräumt worden. Der Dachstuhl entstand in moderner Stahlkonstruktion.
Inzwischen hatte der Senat von Berlin die Absicht, das Berlin Museum in absehbarer Zeit als Körperschaft zu übernehmen. Daher wurde ein geeignetes Gebäude für eine dauerhafte Unterbringung gesucht. Am 19. Mai 1965 beschloss der Hauptausschuss des Abgeordnetenhauses, das im Rohbau befindliche Kollegienhaus dem Berlin Museum zuzusprechen. Parallel dazu war Irmgard Wirth, die als Mitarbeiterin des Landeskonservators bis dahin nur ehrenamtlich für das Museum tätig gewesen war, zum 1. Januar 1967 vom Senator für Wissenschaft und Kunst übernommen worden.
Der Ausbau des „Kollegienhauses“ zog sich über zwei Jahre hin. Das Gebäude wurde im Inneren von Günter Hönow für die Museumsnutzung umstrukturiert. Dies galt seinerzeit als ein besonders gelungener Umbau eines historischen Gebäudes in ein sehr funktionales Museumshaus. Die Grundrissstruktur wurde dabei stark vereinfacht. Die nun ziegelsichtig gehaltenen Gewölbe wurden nur in den Gängen und der Nordhalle erhalten, bzw. wiederhergestellt. Am Durchgang von der Eingangshalle zur Nordhalle wurde als Spolie eines der beim Abriss um 1900 geborgenen Eingangsportale des als „Fürstenhaus“ bezeichneten „Palais Danckelmann“ eingebaut.
Das Museumsgebäude wurde am 21. Juni 1969 eingeweiht. In den folgenden Jahren wurden besonders im Mansardbereich Ausbauten für die Verwaltung vorgenommen. Die Gestaltung Höhnows im Inneren wurde beim Ausbau zum Jüdischen Museum durch Daniel Libeskind ab 1993 weitgehend beseitigt. Das Haus ist weiterhin in der Berliner Landesdenkmalliste als Baudenkmal aufgeführt.

## Direktorat Wirth

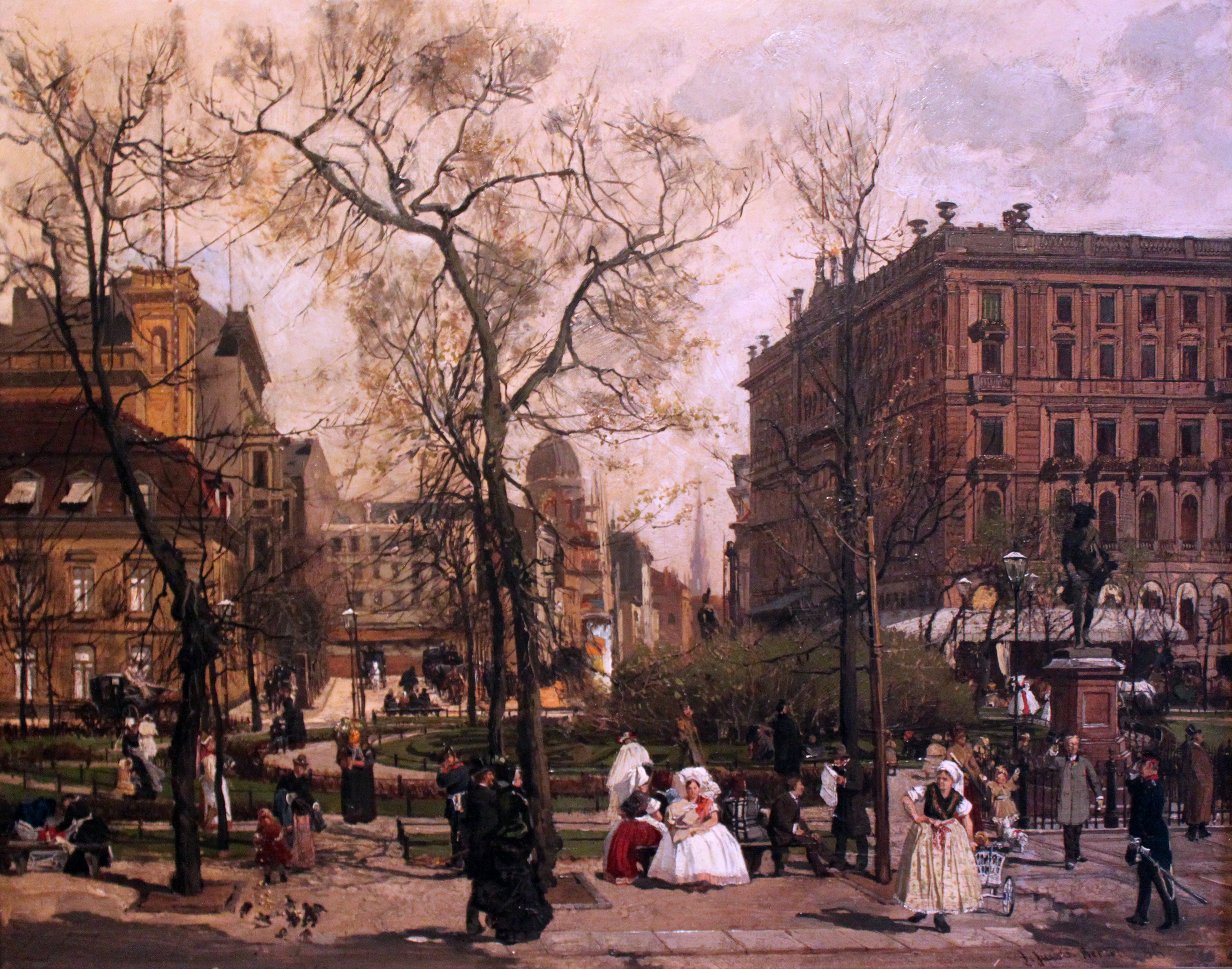
Julius Jacob: Der Wilhelmplatz im Frühling, Ölgemälde 1886, mit Lottomitteln 1967 aus Privatbesitz erworben

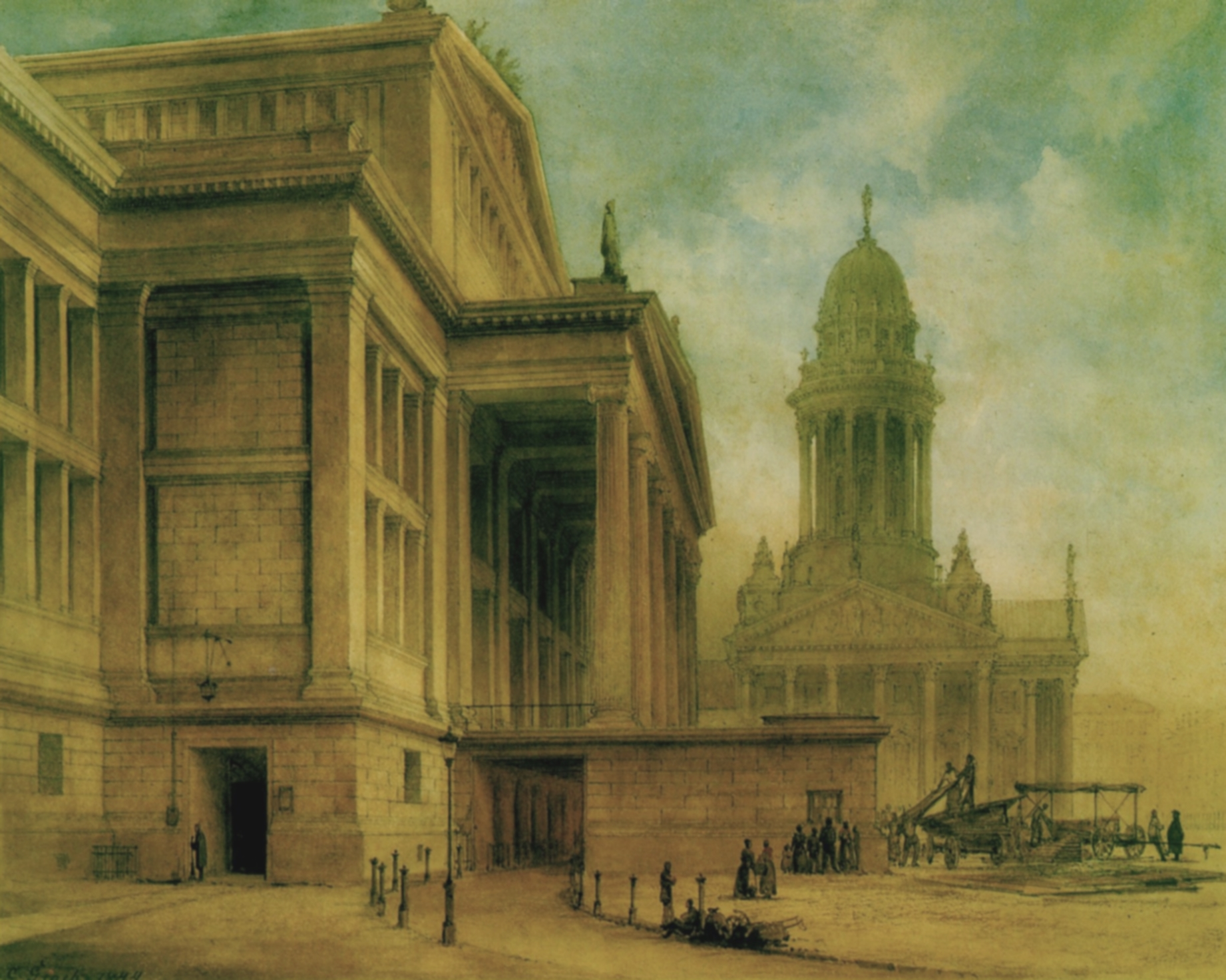
Carl Graeb: Gendarmenmarkt, Aquarell 1844, erworben 1978 mit Lottomitteln aus Privatbesitz

Am 21. Juni 1969 wurde das Museum eröffnet und erfreute sich sogleich eines regen Zuspruchs der Besucher. Zum 1. Januar 1971 wurde das Berlin Museum vom Senat übernommen, was gewährleistete, dass das Haus unabhängig von den finanziellen Verhältnissen des Vereins auf Dauer betrieben werden konnte. Irmgard Wirth wurde gleichzeitig zur Direktorin befördert und zur Professorin ernannt.
Nach Eröffnung des neuen Hauses schnellten die Besucherzahlen, die im Durchschnitt bei etwa 5–6.000 Besuchern jährlich gelegen hatten, auf 25.000 hoch. 1975 erreichte die Besucherzahl mit knapp 180.000 ihren vorläufigen Höhepunkt, um sich in der zweiten Hälfte der 1970er Jahre auf etwa 140.000 einzupendeln.

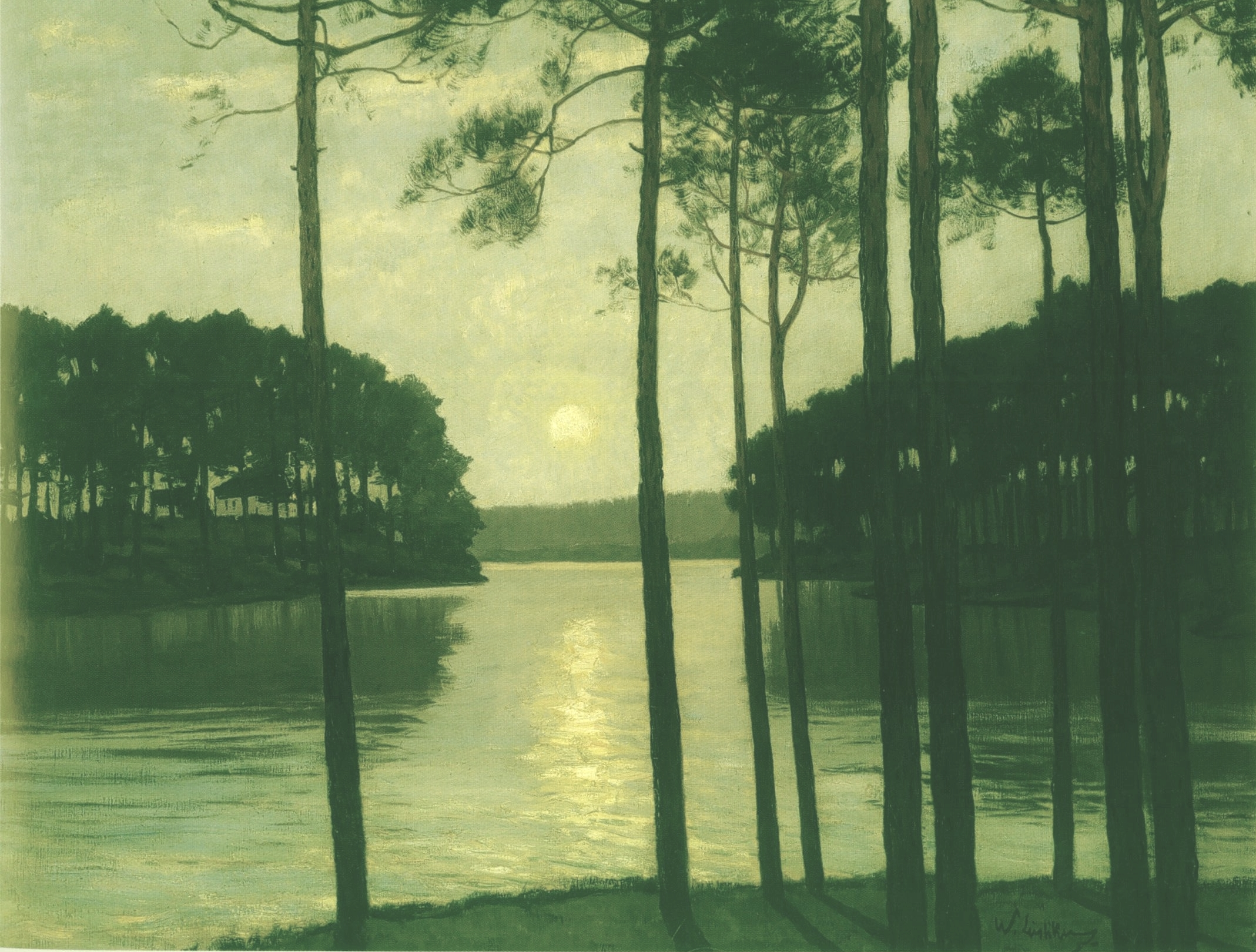
Walter Leistikow: Abend am Schlachtensee, Ölgemälde um 1895, mit Lottomitteln 1968 aus dem Kunsthandel erworben

Am 8. November 1974 wurde das teilweise ausgebaute Dach (der Dachstuhl war beim Wiederaufbau aus Stahl gebaut worden) als Ausstellungsfläche eingeweiht, sodass das Haus über etwa 2500 m² Ausstellungsfläche verfügte.
Die in den 1970er Jahren aus lediglich acht Personen (inkl. Hausmeister) bestehende Institution leistete erstaunlich effektive Arbeit. Dabei war Wirth gewissermaßen das Museum selbst: Sie konzipierte die Ausstellungen, verfasste die Texte und machte gegebenenfalls fotografische Aufnahmen. Recherchen und Leihverkehr-Abwicklung überließ sie ihren Assistenten. In der Regel fanden jährlich zwei Sonderausstellungen statt, die ergänzt wurden durch die alljährliche Schau der Neuerwerbungen.
Bevor Irmgard Wirth 1980 in den Ruhestand ging, legte sie noch einen umfangreichen Führer durch das Haus vor, anhand dessen man noch heute nachvollziehen kann, was im Bereich der Dauerausstellung ihr Werk als Museumsdirektorin war. Sie stellte in diesem Führer auch umfänglich die Geschichte des Berlin Museums dar.
Am Ende ihrer Amtszeit war die Dauerausstellung zwar äußerst sehenswert, aber die Sammlung stark angewachsen. Der Publikumsgeschmack verlangte nun nach mehr als nur der Stadt- und Kulturgeschichte des Alten Berlins. Namentlich die 1978 begründete Jüdische Sammlung/Abteilung fand politisches Interesse. So war ein Erweiterungsbau in die Perspektive genommen worden, für den die damals in West-Berlin lagernden Bauteile des Ephraimpalais verwendet werden sollten.

### Ständige Ausstellung
Im Erdgeschoss wurde der Besucher zunächst in zwei Räumen in die Stadt-Topografie mit Karten seit dem 17. Jahrhundert eingeführt. Ein von Armin Luda 1970 in Lindenholz geschnitztes Stadtmodell zeigte Berlin gegen 1680. Ein kleiner Potsdam-Raum ergänzte die topografische Schau. Die folgenden Räume präsentierten Kunstgewerbe, Möbel und Gemälde, vorwiegend des 18. Jahrhunderts.
In den Vitrinen der in die Eingangshalle integrierten dreiläufigen Treppe wurde mit kleinformatigen Genre-Darstellungen eine Überleitung vom 18. ins 19. Jahrhundert vorgenommen.
Die sehr großzügig dimensionierten Räume des Obergeschosses präsentierten Kunst und Kultur des 19. und 20. Jahrhunderts, wobei der Wohnkultur breiter Raum geboten wurde. Aber auch die darstellende Kunst war in den weitläufigen Galerien in großzügiger Weise ausgestellt.
Im zur Straßenfront der Lindenstraße gelegenen ausgebauten Dachgeschoss wurde Berliner Mode gezeigt und dieser wichtige Aspekt der Stadtgeschichte wieder ins Gedächtnis gerufen.

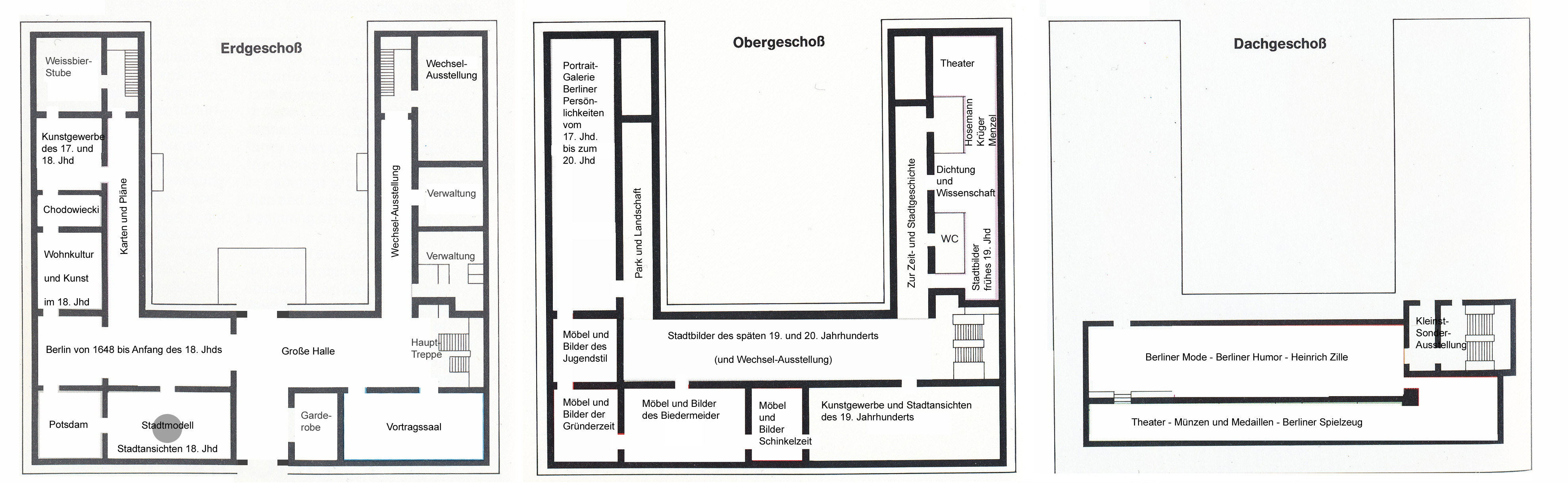
Berlin Museum, Schematische Grundrisse 1980

### Ankäufe bzw. Erwerbungen

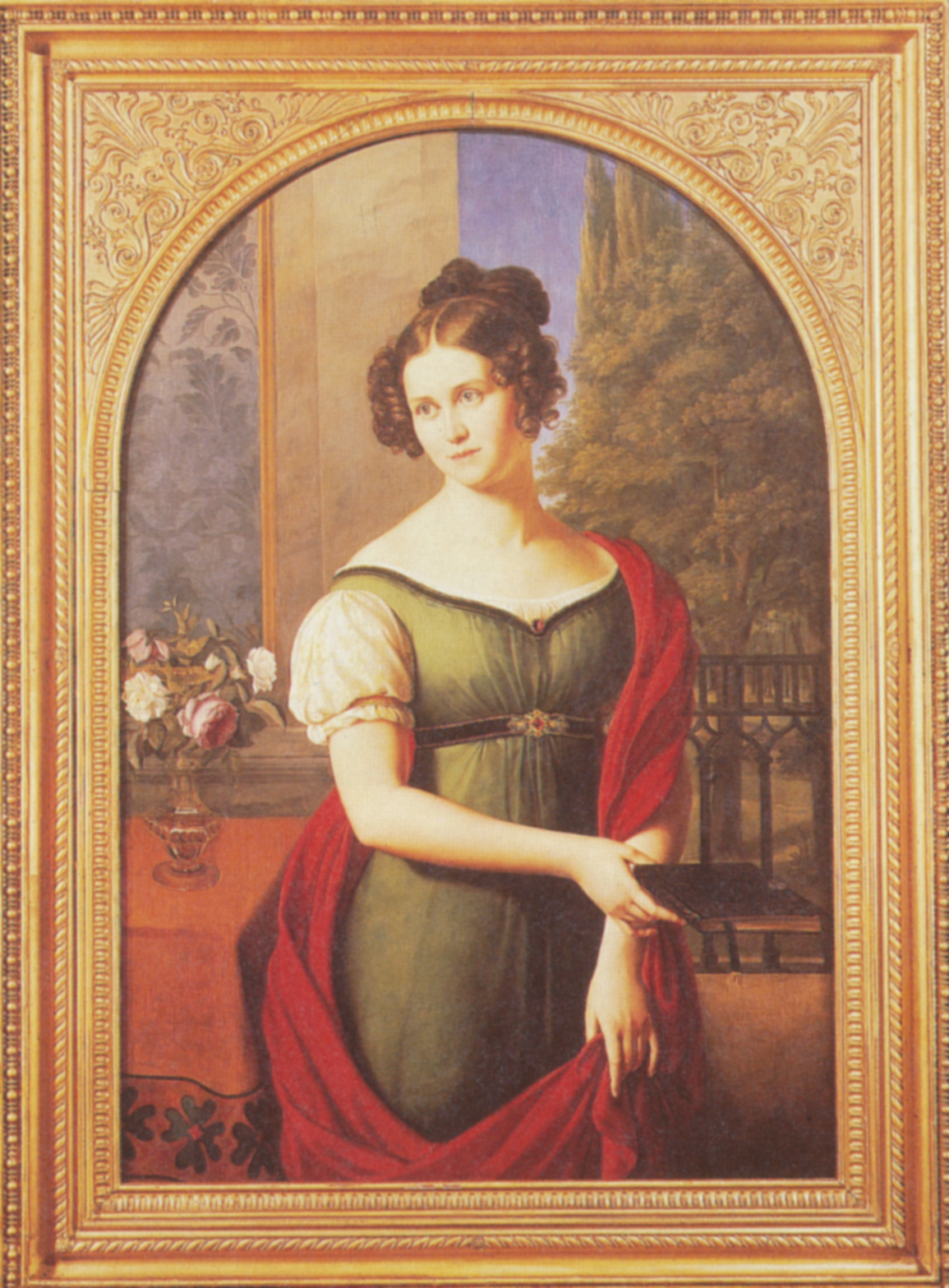
Friedrich Wilhelm von Schadow: Bildnis Lili Parthey, Ölgemälde 1827, erworben 1971 als Dauerleihgabe aus Familienbesitz der Nachkommen

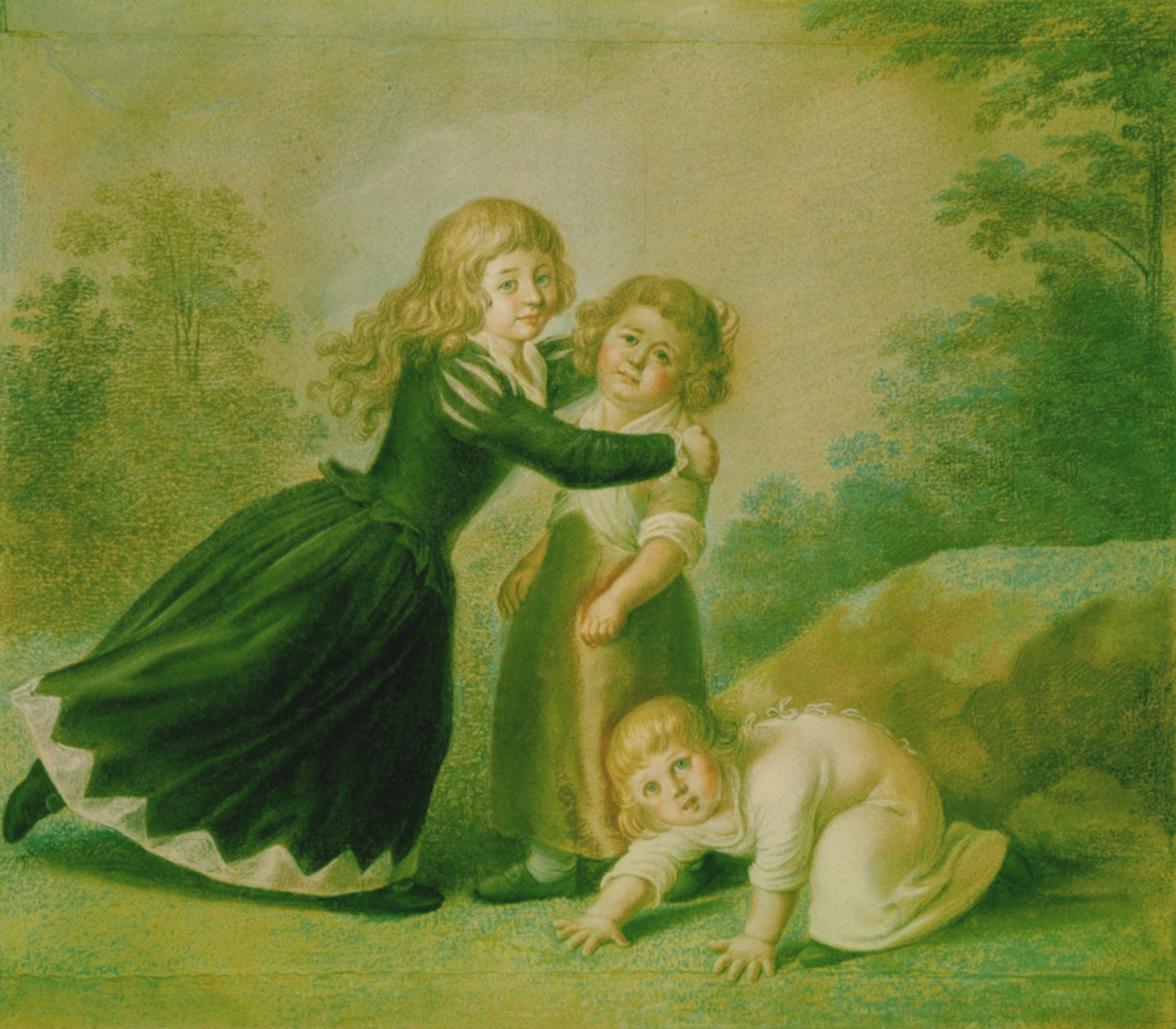
Daniel Chodowiecki: Drei Enkel des Künstlers, Pastell 1787, mit Lottomitteln 1979 aus dem Kunsthandel erworben

Den Anfang der Sammlungstätigkeit des Museums bildete 1964 der Ankauf der Sammlung Johannes Leider, die damit den Grundstock der Sammlung bildete. Die Einzelstücke dieser Sammlung waren zwar nicht kostbar, bildeten aber in der Gesamtheit einen Querschnitt durch die Berliner Kulturgeschichte. Wirths Ankaufspolitik richtete ihren Schwerpunkt daher zunächst auf den Erwerb von qualitätvollen Bildern für die Porträt-Galerie und auf Stadtbilder, bei denen der künstlerische Wert weniger im Vordergrund stand, als dass die Stadttopografie möglichst vollständig widergespiegelt werden sollte.
Ein weiterer Schwerpunkt der Erwerbung lag auf der Wohnkultur. Einrichtungen unterschiedlicher Art boten den Grundstock für die Präsentation von Kunsthandwerk und Bildender Kunst. Auch hier stand weniger das Einzelkunstwerk im Vordergrund, auch wenn einige besonders qualitätvolle Stücke erworben werden konnten. Bei der Museumseinweihung konnte Wirth so bereits vier kultur- und kunsthistorisch vollständige Zimmer-Einrichtungen präsentieren. Sie sprachen das Publikum bis zur Schließung des Hauses durch ihre alltägliche Wiedererkennbarkeit besonders an.
Nachdem der Kunsthistoriker Dietmar Jürgen Ponert als Mitarbeiter eingestellt worden war, wurden zunehmend kostbare kunsthandwerkliche Exponate erworben. 1974 wurde vom Senat die Sammlung der Staatlichen Schauspielbühnen überwiesen, da Jürgen Fehling die von Boleslaw Barlog angelegte Sammlung nicht weiterführen wollte. Damit gelangte ein Grundstock von Kunstwerken ans Berlin Museum, aus dem in kurzer Zeit eine Theatersammlung entstand.

### Publikationen

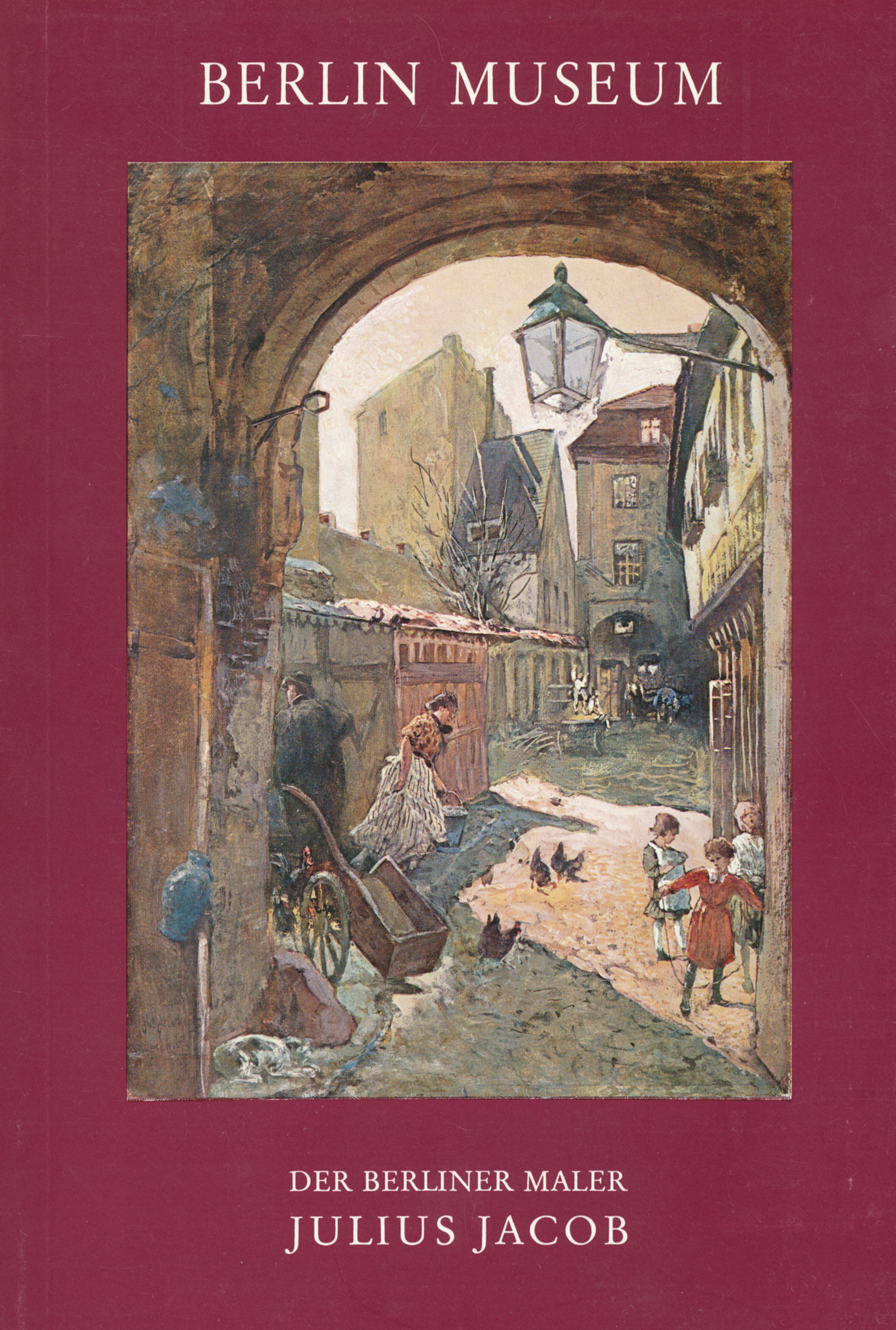
Ausstellungskatalog Julius Jacob, unter Verwendung seines Aquarells Blick in den Krögel, 1883, Berlin 1979

Zunächst gab das Museum drei Bildhefte Heraus, deren Text Edwin Redslob verfasste. 1964 war es das Berliner historische Bilderbuch und 1965 dann Daniel Chodowiecki und die Berliner Portrait-Galerie. Sie reflektierten bildlich die ersten kleinen themenbezogenen Ausstellungen. 1965 erschien noch ein Bildheft zur erfolgreichsten Ausstellung, die Adolph von Menzel gewidmet war. Den Text hierzu verfasste Irmgard Wirth.
Der Verein legte seine eigenen Publikationen vor und tut dies noch heute. 1967 erschien als erste Schrift der Bericht zum fünfjährigen Bestehen des Vereins der Freunde und Förderer, in dem Redslob eine Erfolgsgeschichte vermelden konnte. Später gab der Verein die Berlinischen Notizen in zeitlich unregelmäßiger Folge heraus.
Zu den Ausstellungen gab Irmgard Wirth für das Museum illustrierte Hefte und Broschüren heraus, die sich großer Beliebtheit erfreuten und aufgrund des günstigen Preises sehr zahlreich verkauft wurden. Sie hat diese Form des Ausstellungskataloges bis zuletzt beibehalten. Die Hefte zeugen jeweils von profunder Kenntnis des Themas und sind leicht verständlich auch für nicht vorgebildetes Publikum geschrieben.
Während Wirths Direktorat hat das Berlin Museum keine großen Publikationen vorgelegt. Eine Ausnahme macht das Werk von Irmgard Wirth: Berlin 1650–1914. Von der Zeit des Großen Kurfürsten bis zum Ersten Weltkrieg; Stadtdarstellungen aus den Sammlungen des Berlin Museums. (Christians, Hamburg 1979) das die hohe Qualität der in eineinhalb Jahrzehnten zusammengestellten Sammlung vor Augen führte.

### Sonderausstellungen
Seit das Museum Ausstellungsräume zur Verfügung hatte, veranstaltete Wirth regelmäßig thematische Sonderausstellungen, die das Interesse am Museum wachhalten sollten. Zunächst waren es jährlich drei mit recht kurzer Laufzeit, später wurden es jährlich zwei Sonderausstellungen, die allerdings auch eine Laufzeit von weit unter einem Vierteljahr aufwiesen. Diese Ausstellungen stellten im Wechsel Stadtgeschichte, Kunstgeschichte und Kulturgeschichte dar. Zu jeder Ausstellung erschien ein kleiner illustrierter Führer, dessen Text Irmgard Wirth verfasst hatte.
Die Ausstellungen spiegeln auch Wirths Kontakte zu Künstlererben und Sammlern wider, beispielsweise zu Thomas Corinth, Lilly Spiro und Axel Springer. Grundsätzlich hatten die Ausstellungen einen kunsthistorischen Impetus. Rein stadtgeschichtliche Ausstellungen, etwa zur Entwicklung der städtischen Infrastruktur oder zur Metropolenbildung, fehlten gänzlich. Die folgende Übersicht der Ausstellungen zeigt, dass der Schwerpunkt der Ausstellungsthemen auf dem Alten Berlin lag, was sich sicher mit dem Interesse des damaligen Publikums deckte.

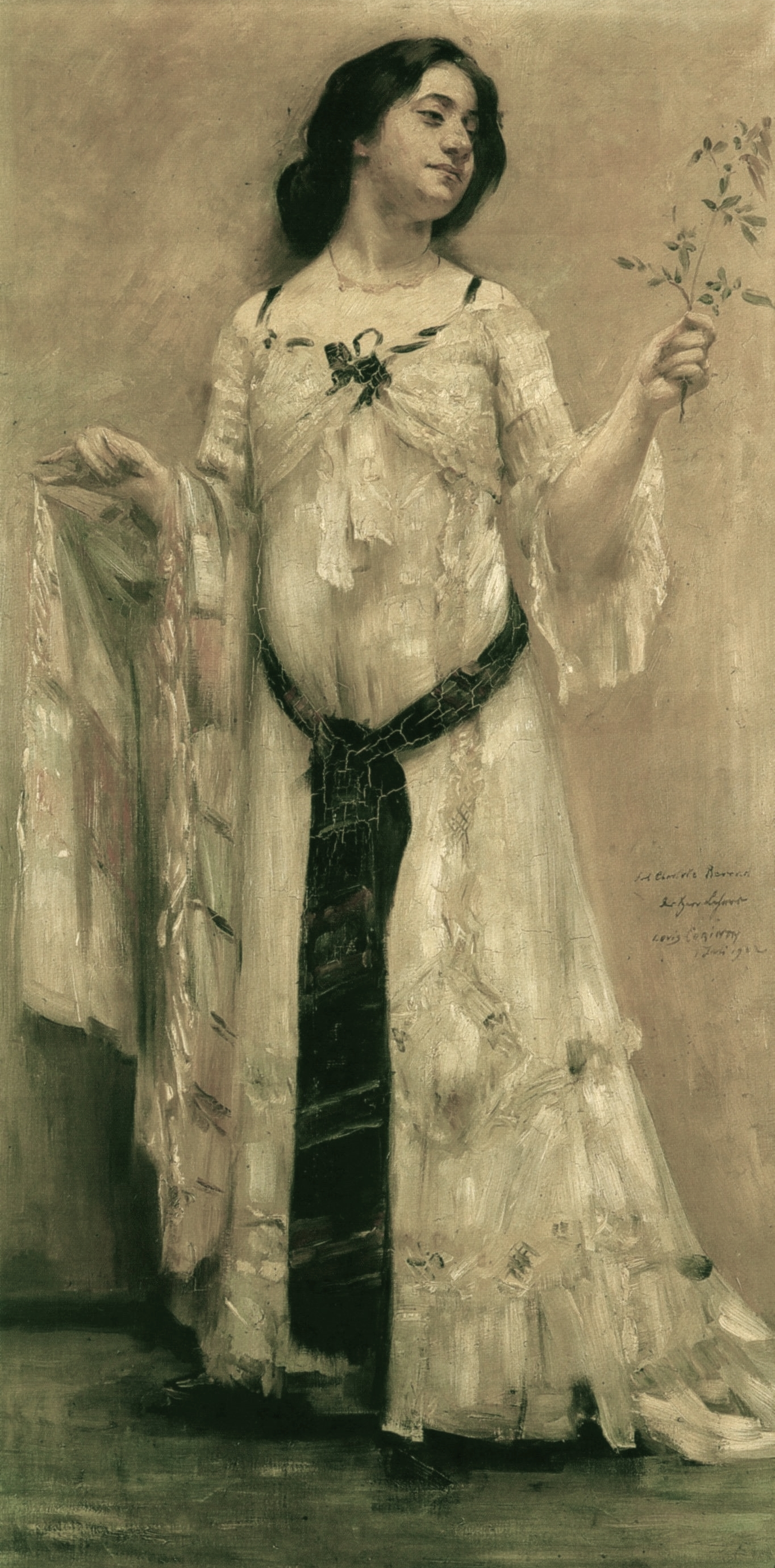
Lovis Corinth: Bildnis seiner Schülerin Charlotte Berend-Corinth, Ölgemälde 1902, mit Mitteln der Allianz Versicherung 1967 von den Kindern des Malerehepaars erworben

Die Ausstellungen in chronologischer Reihenfolge:
- 1964: „Berliner historisches Bilderbuch – historische Stadtansichten“
- 1965: „Daniel Chodowiecki“
- 1965: „Adolph von Menzel“
- 1966: „Das alte Berlin, Ansichten und Pläne vom 17. Bis zum 19. Jahrhundert.“ Druckgraphik aus den Beständen des Museums
- 1966: „Sing-Akademie zu Berlin 1791–1966,“ Gedenkausstellung
- 1967: „Potsdam, Bild einer Stadt,“ Gemälde und Graphik
- 1967: „Theodor Hosemann, Maler und Illustrator im alten Berlin,“ Ölbilder, Aquarelle, Handzeichnungen, Druckgraphik
- 1968: „Eduard Gaertner, Architekturmaler in Berlin“ (anlässlich der Berliner Bauwochen 1968)
- 1968: „Sammlung Axel Springer: Heinrich Zille 1858–1929“
- 1968: „Die Künstlerfamilie Begas in Berlin“
- 1969: „Charlotte Berend-Corinth“, Gemälde, Aquarelle, Grafik
- 1969: „Eugen Spiro: Ein Querschnitt durch das malerische und graphische Werk“
- 1969: „Handzeichnungen von Daniel Chodowiecki“ aus der Sammlung Axel Springer
- 1970: „Der Berliner Maler Franz Skarbina: ein Querschnitt durch sein Werk“
- 1970: „Berliner Innenräume der Vergangenheit – Wohnen in Berlin;“ Gemälde, Handzeichnungen, Druckgrafik, Photographien (anlässlich der Berliner Bauwochen 1970)
- 1970: „Johann Wilhelm Meil, Zeichner und Radierer in Berlin 1733–1805, eine Sammlung des Berlin Museums“
- 1971: „Slevogt, Orlik, Pankok, “Grafik aus der ehemaligen Sammlung Dr. Grünberg
- 1971: „Leistung und Schicksal, 300 Jahre Jüdische Gemeinde zu Berlin.“ Dokumente, Gemälde, Druckgraphik, Handzeichnungen, Plastik
- 1971: „Ein Blick auf Berlin: aus den Sammlungen des Berlin Museums“
- 1972: „Berlin grüßt München“ (anlässlich der Olympischen Spiele in München und Berlin gezeigt)
- 1972: „Bekanntes und unbekanntes aus früherer Zeit im heutigen Berlin.“ Architekturzeichnungen 1970–1972 von Gerhard Ulrich (anlässlich der Berliner Bauwochen 1972)
- 1972: „August Gaul, Plastik, Handzeichnungen und Druckgraphik“
- 1972/1973: „Neues im Berlin Museum.“ Erwerbungen und Stiftungen 1972
- 1973: „Handschrift und Bildnis: Zeugnisse bedeutender Persönlichkeiten in Berlin vom 17. bis zum 20. Jahrhundert“
- 1973: „Kreuzberger Motive: Michael Schmidt Fotografien“
- 1973: „Freimaurer in Berlin: Gemälde, Plastik, Graphik, Kleinkunst“
- 1973/1974: „Neues im Berlin Museum 1973“
- 1974: „Heinrich Zille aus der Sammlung des Berlin Museums“
- 1974: „Berliner Straßen als Lebensraum“ (anlässlich der Berliner Bauwochen 1974)
- 1974: „Altes Berlin – gestern und heute“ (Reaktion auf Passierscheinabkommen)
- 1974: Ausstellung des Berlin Museums mit Gemälden, Graphik, Porzellan und Silber
- 1975: „Paul Paeschke: einem Berliner Maler zum 100. Geburtstag“
- 1975: „Berlinerinnen – Frauen in Berlin aus drei Jahrhunderten.“ Gemälde, Plastik, Graphik, Photographien (zuerst in der Redoute in Bad Godesberg gezeigt)
- 1976: „Die Familie Gropius in Berlin“ (Carl, Wilhelm und Martin Gropius)
- 1976: „Berliner Humor im Bild“
- 1976: „E. T. A. Hoffmann und seine Zeit“
- 1976: „Park und Landschaft in Berlin und der Mark Brandenburg.“ Darstellungen vom 18. bis zum 20. Jahrhundert
- 1976/1977: „Neues im Berlin Museum VI,“ Erwerbungen und Stiftungen des Jahres 1976
- 1977: „Berliner Pressezeichner der zwanziger Jahre – ein Kaleidoskop Berliner Lebens“
- 1977: „Vom kleinen Prinzen zur Berliner Göre: Berliner Kinder- und Jugenddarstellungen aus drei Jahrhunderten.“ Gemälde, Graphik, Plastik, Photographien
- 1977/1978: „Neues im Berlin Museum VII,“ Erwerbungen und Stiftungen des Jahres 1977
- 1978: „Baukunst und Landschaft der Mark Brandenburg.“ Photographien von Klaus Lehnartz 1974–1977 und alte Graphik aus den Beständen des Museums
- 1978: „Erste Erwerbungen und Stiftungen für das künftige Jüdische Museum“ im Palais Ephraim
- 1979: „Bürgerliches Leben im Berliner Biedermeier, ein Bilderbuch“ Ausstellungstitel
- 1979: „Der Berliner Maler Julius Jacob 1842–1929“
- 1979: „Heinrich Zille und sein Berliner Volk.“ Bilder, Photographien, Dokumente (anlässlich des 50. Todestages)
- 1979: „Tamara Voltz, Gemälde“
- 1979: „Neues im Berlin Museum VIII“ – Erwerbungen und Stiftungen des Jahres 1978
- 1979: „Am grünen Strand der Spree – Hans Scholz: Bilder aus Berlin und der Mark Brandenburg“
- 1979: „Antiqua“
- 1979/1980: „Neues im Berlin Museum IX,“ Erwerbungen und Stiftungen des Jahres 1979
- 1980: „Adolph Menzel und Berlin“
- 1980: „Vom Kiez zum Kurfürstendamm: Handzeichnungen und Ölbilder der Arbeitsgruppe Berliner Architekturmaler“
- 1980: „Die Dorfkirchen in West-Berlin“ (Photographien von Hillert Ibbeken, Lithographien von Alfred Karl Dietmann)
- 1980: „Potsdam, Stadt und Landschaft“
- 1980: „Erwerbungen und Stiftungen für das künftige Jüdische Museum seit Herbst 1978“

## Direktorat Bothe

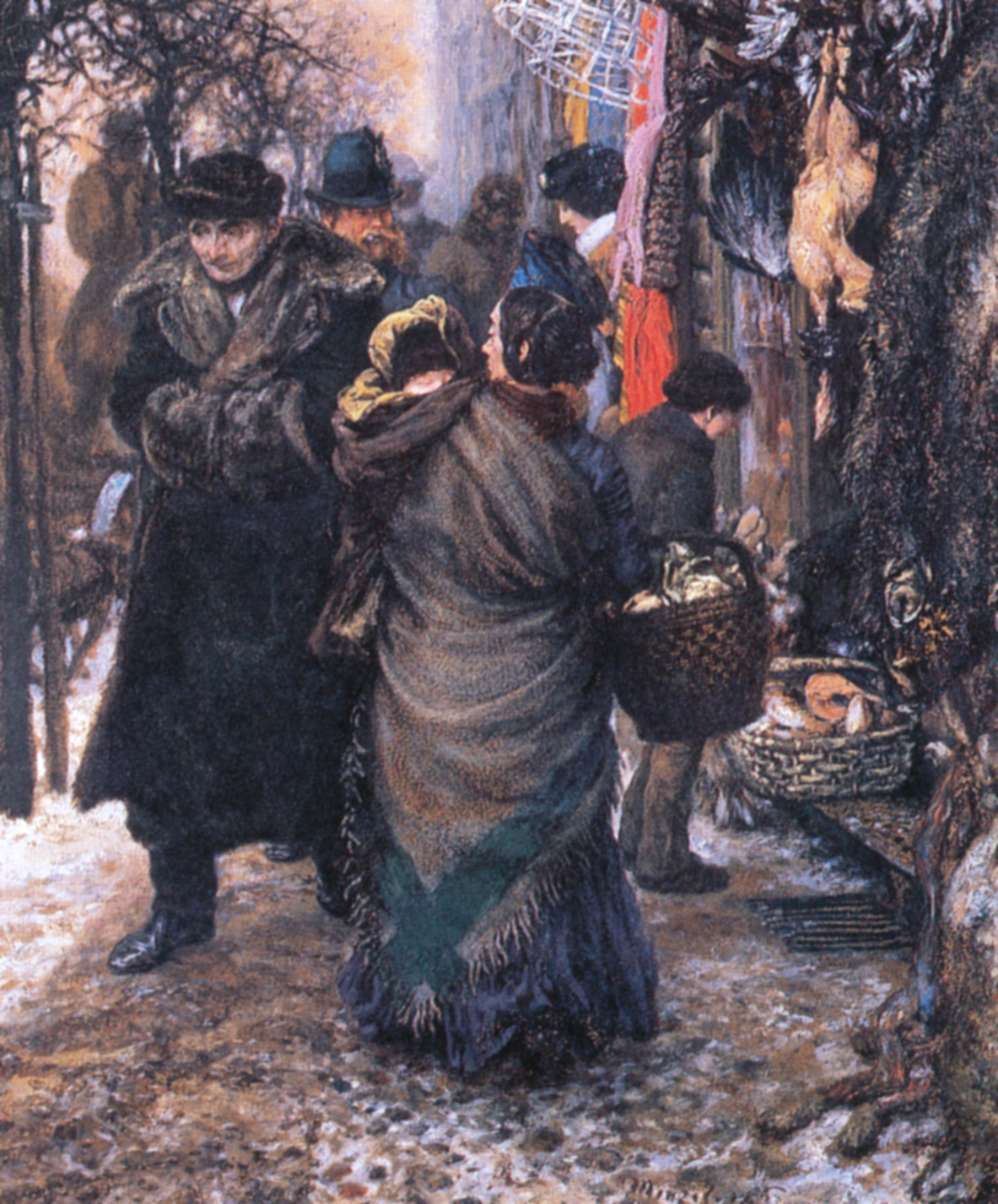
Adolph Menzel: Wintermarkt, Gouache 1862, erworben als testamentarisches Vermächtnis Magdalena Haberstocks 1983

1980 übernahm Rolf Bothe die Direktion des Berlin Museums. Mit ihm stand ein vergleichsweise junger Mann linksliberaler Haltung an der Spitze des Museums, der zunächst das Polstererhandwerk erlernt hatte, dann Kunstgeschichte studiert und dabei seinen Schwerpunkt auf das 19. und frühe 20. Jahrhundert gelegt hatte. Dann war er einige Jahre lehrend an der Freien Universität Berlin tätig. Er war sowohl Praktiker als auch Akademiker, was die Arbeit am Berlin Museum prägte.
Bothe profilierte seine Leitung durch die Wahl spannender bis provozierender Sonderausstellungsthemen und beim Ankauf auf Spitzenwerke der Berliner Sezession und des Expressionismus. Personell konnte Bothe eine Verstärkung der Belegschaft erwirken, doch blieb diese bis zuletzt vergleichsweise klein. Die wissenschaftliche Arbeit wurde in erheblichem Maße durch Volontariate bereichert, ohne die die ambitionierten Sonderausstellungen nicht hätten bewältigt werden können.
In Bothes Amtszeit fiel die Übergabe der historischen Bauteile des Ephraim-Palais an Ost-Berlin und damit die Entscheidung gegen den schon nahezu baureif entwickelten Plan eines Erweiterungsbaus auf dem rückwärtigen Grundstück. Dafür wurde ein völlig andersartiger Erweiterungsbau nach Plänen von Daniel Libeskind seit Ende der 1980er Jahre entwickelt und ab 1992 ausgeführt.
Seit dem Mauerfall begannen vorsichtige Annäherungen zwischen dem Märkischen Museum und dem Berlin Museum. Eine erste intensivere Zusammenarbeit fand anlässlich der Ausstellung „Das Brandenburger Tor 1797–1991“ statt. Bereits im Mai desselben Jahres hatte der Museumsreferent in der Senats-Kulturverwaltung Reiner Güntzer einen Entwurf zum Zusammenschluss der Berliner Museen vorgelegt.

### Ständige Ausstellung
Bothe führte zunächst im Wesentlichen die Arbeit von Irmgard Wirth fort und brach nicht radikal mit der bisherigen Ausstellungsgestaltung. Vielmehr wandelte sich die Präsentation der ständigen Ausstellung langsam. Dies hatte natürlich auch wirtschaftliche Gründe, denn das Haus war ja 1969 einheitlich im Stil seiner Zeit mit Vitrinen, Stellwänden, Gemäldeleisten, Lampen und ähnlichem Inventar bestückt worden.
Inhaltlich hatte Bothe sein programmatisches Anliegen bis 1987 umsetzen können. Aus der Präsentation einer heilen Berliner Welt war eine ebenso ästhetische, aber kritisch hinterfragte Schau geworden, die auch den Blick auf die Brüche der Stadtgeschichte lenkte.
Die Wohnensembles von Wirth wurden ergänzt durch ein Zimmer im Stil des frühen Historismus (zweites Rokoko, um 1860), ein großbürgerliches Gründerzeitzimmer (um 1880) und eine Arbeiterwohnküche der gleichen Zeit, sowie 1989 der Speisezimmereinrichtung Curt Herrmanns nach einem Entwurf von Henry van de Velde.
Das Dachgeschoss wurde weiter ausgebaut und konnte neben Mode nun die Sammlung von Spielzeug sowie unter den Begriffen „Handwerk und Gewerbe“ eine Berliner Intarsienwerkstatt der Firma Ernst Nast (Nachf. Fritz und Heinz Huppke) sowie eine Auswahl der Sammlung von Werbeblechschildern der Fa. Berliner Blechplakatindustrie gezeigt werden. Überhaupt zeigt Bothes Direktionszeit eine Schwerpunktverlagerung auf den Bereich Handwerk und Manufakturwesen, beispielsweise Möbel, Keramik, Eisen- und Zinkkunstguss.

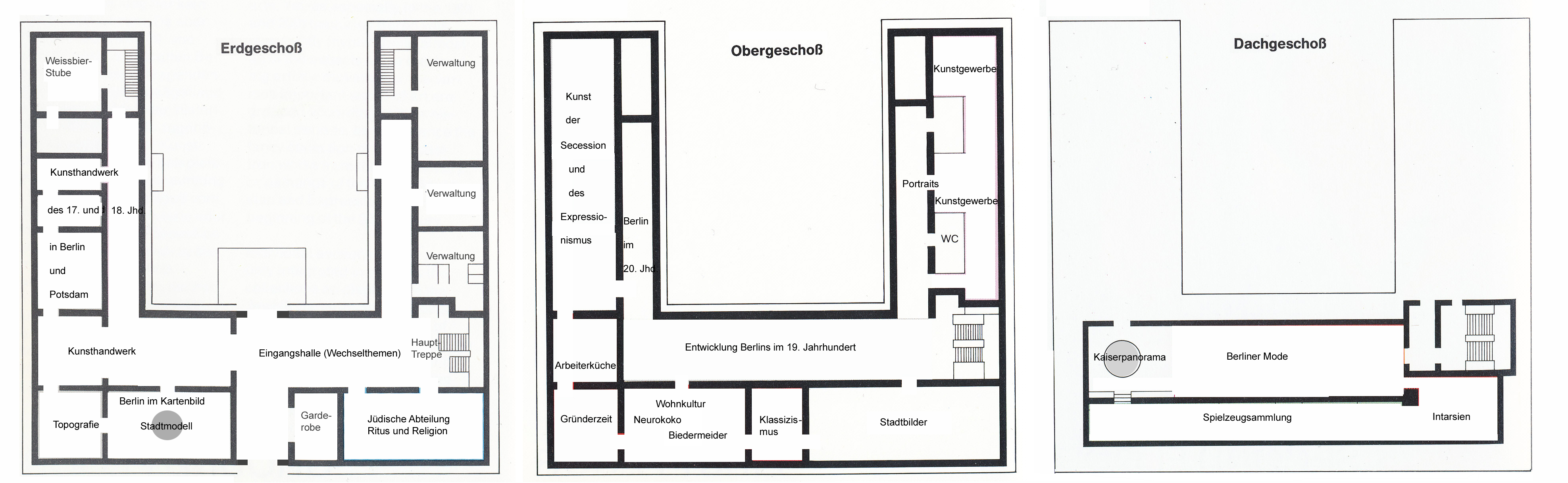
Berlin Museum, Schematische Grundrisse 1992

### Ankäufe bzw. Neuerwerbungen
Bereits 1981 konnte mit Lottomitteln das sehr umfangreiche Konvolut von Zeichnungen des Berlinischen Künstler-Vereins angekauft werden, womit die grafische Sammlung für den Zeitraum der ersten Hälfte des 19. Jahrhunderts sehr bereichert wurde. Weiterhin gelang es durch Lottomittel, hochrangige Kunstwerke zu erwerben. Doch verlangte der gestiegene Anspruch an die Kunstwerke auch größeren Bedarf an finanziellen Mitteln.
1986 gelang es Bothe, das Ehepaar Otto und Ilse Augustin als Mäzene zu gewinnen. Das vermögende Ehepaar ließ sich dafür gewinnen, eine Stiftung zu begründen, deren Kapital den Erwerb von Spitzenwerken der Malerei ermöglichte. So gelangten in die Sammlung Gemälde von Ludwig Meidner, Ernst Ludwig Kirchner, Lyonel Feininger und Max Liebermann, die es in der Qualität mit Werken in der Nationalgalerie aufnehmen konnten.
Unter Bothes Leitung wurde der Blick auch auf die bis dahin als kulturlos übergangene nationalsozialistische Zeit in Berlin geworfen. Verfolgung und NS-Stadtplanung wurden dabei gegenübergestellt. Dabei sollten auch die politischen Protagonisten nicht weiter optisch ausgeblendet bleiben. Diesbezüglich war es ein Glücksfall, dass 1981 als Geschenk der Schwägerin des Künstlers zwei Bildnisstudien Klaus Richters aus dem Jahr 1941 erworben werden konnten. Die erste Studie zeigt Hermann Göring und entstand anlässlich einer „Sitzung“, die zweite stellt Adolf Hitler dar und wurde aus der Erinnerung nach einer Begegnung gemalt. Beide Bildnisse sind herausragende Charakterstudien, die ohne karikierende Verzerrung der Physionomie den psychopathologischen Charakter der Dargestellten eindrucksvoll vermitteln. Eine Zweitfassung des Hitlerbildnis befindet sich in der Sammlung des Deutschen Historischen Museums.

### Sonderausstellungen

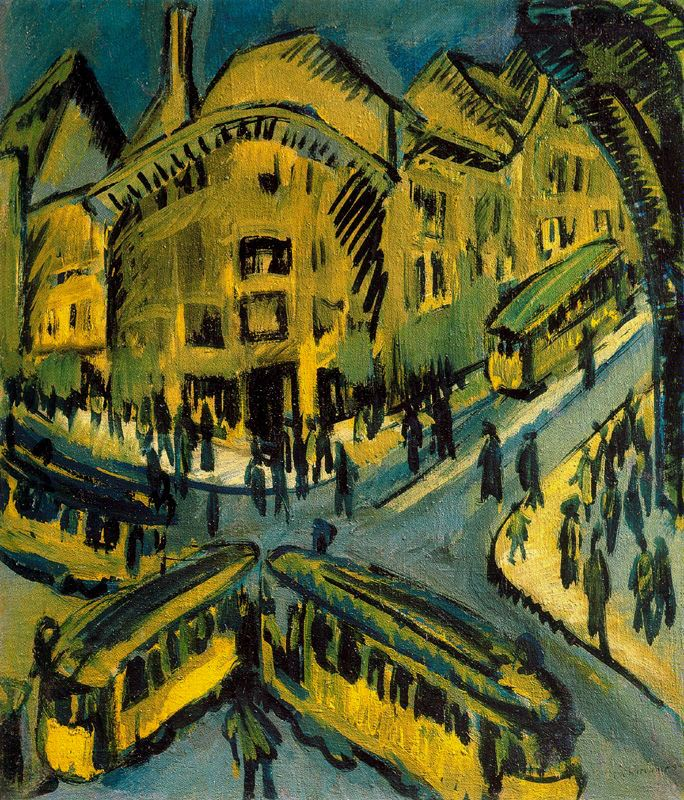
Ernst Ludwig Kirchner: Nollendorfplatz, Ölgemälde 1912, erworben 1988 mit Mitteln der Museumsstiftung Dr. Otto und Ilse Augustin

Zu den Ausstellungen erschienen nun umfangreiche Katalogbände oder Begleitpublikationen in teilweise opulenter Ausstattung mit hohem wissenschaftlichen Anspruch. Entsprechend wurden die Aufsätze immer weniger von Mitarbeitern des Museums als von externen Spezialisten verfasst. Diese Publikationen richteten sich nicht mehr an den allgemein interessierten Besucher, sondern an das Fachpublikum.
Das Stadtjubiläum 1987 ermöglichte auch dem Berlin Museum ein besonders großes Ausstellungsprojekt. Zum Thema Stadtgeschichte entstand unter dem Titel „Stadtbilder“ eine groß angelegte Schau zur Entwicklung der Berliner Stadtvedute vom 17. Jahrhundert bis zur damaligen Gegenwart. Der dazu erstellte Katalog ist noch immer Standardwerk des Themas. Mit den zahlreichen hochkarätigen kunsthistorischen Ausstellungen rückte das Berlin Museum in einer vielfältiger werdenden Berliner Ausstellungslandschaft mit in die erste Reihe.
Im fünften Jahr seiner Amtszeit wagte Bothe, das ihm von Mitarbeitern des Museums angetragene Thema „Homosexuelle in Berlin“ in Form der Ausstellung „Eldorado – Homosexuelle Frauen und Männer in Berlin 1850–1950“ zu zeigen, in damaliger Zeit ein Bruch mit den Konventionen des Hauses. Neben Austritten aus dem Verein bescherte es ihm die am besten besuchte und am meisten kontrovers diskutierte Ausstellung, die jüngere Besucherschichten für das Museum gewinnen konnte.

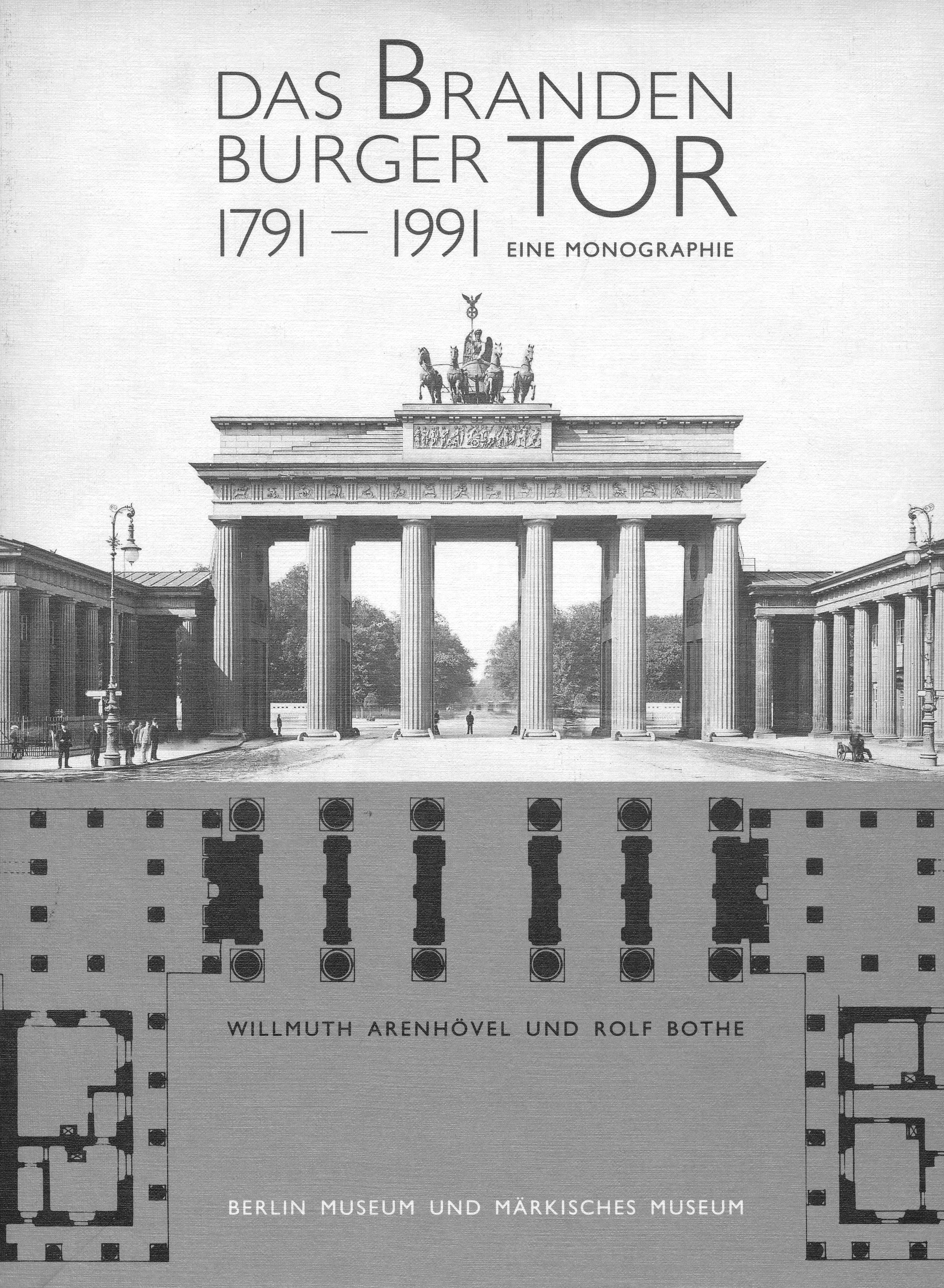
Ausstellungskatalog Das Brandenburger Tor 1791–1991, Berlin 1991, 336 Seiten

Als Quintessenz und Krönung der Amtszeit Bothes fand im Jahre 1991 die Ausstellung „Das Brandenburger Tor 1791–1991“ im Kunstforum der Grundkreditbank statt. Hier wurde ein Berliner kunsthistorisches Thema in seiner kulturhistorischen Tragweite für die deutsche Geschichte ausgeleuchtet.
Gemäß dem integrativen Modell der Jüdischen Abteilung wurden zahlreiche Ausstellungsthemen gewählt, die vordergründig ein rein jüdisches Thema zu sein schienen, tatsächlich aber ein Thema der allgemeinen Berliner Geschichte waren. Das herausragende Beispiel ist hier sicher „Synagogen in Berlin – zur Geschichte einer zerstörten Architektur“, für das bis 1983 Grundlagenforschung betrieben wurde.
Die Sonderausstellungen in chronologischer Reihenfolge:
- 1980/1981: „Neues im Berlin Museum X “– Erwerbungen und Stiftungen des Jahres 1980
- 1981: „Gustaf Gründgens“ (in Verbindung mit dem Dumont-Lindemann-Archiv Düsseldorf)
- 1981: „E.T.A. Hoffmann – ein Preusse?“ Eine Ausstellung (mit Kat., Berlin [o. V.], 1981)
- 1982: „Neues im Berlin Museum XI“ – Erwerbungen und Stiftungen des Jahres 1981
- 1982: „Neuerwerbungen 1980/1981 für die Jüdische Abteilung – Sammlung Sofer“
- 1982: „Raffael Rheinsberg: Botschaften – Archäologie eines Krieges“ (mit Ausstellungskat. Von Raffael Rheinsberg; Frölich und Kaufmann, Berlin 1982.)
- 1982: „Berliner Kunst 1770–1930.“ Studiensammlung Waldemar Grzimek (mit Kat. von Gertrud Weber)
- 1982/1983: „Neues im Berlin Museum XII“ – Erwerbungen und Stiftungen des Jahres 1982
- 1982/1983: „Eisen statt Gold. Preußischer Eisenkunstguss aus dem Schloss Charlottenburg, dem Berlin Museum und anderen Sammlungen“ (Gemeinschaftsausstellung mit gleichnamiger Begleitpublikation Berlin: Arenhövel, 1982.)
- 1983: „…und abends in Verein“, Johann Gottfried Schadow und der Berlinische Künstler-Verein 1814–1840 (mit Katalog von Rolf Bothe und Sybille Gramlich, Berlin: „Arenhövel“, 1983)
- 1983: „Synagogen in Berlin. Zur Geschichte einer zerstörten Architektur“ (mit Kat., 2 Bände, Berlin: „Arenhövel“, 1984)
- 1984: „Deutsche Emigranten in Frankreich – Französische Emigranten in Deutschland“
- 1984: „Landschaft Berlin“ (Gemeinschaftsausstellung mit der Nationalgalerie in der Grundkreditbank (mit Kat.), Berlin [o. V.], 1984)
- 1984: „Friedrich Gilly 1772–1800 und die Privatgesellschaft junger Architekten,“ Ausstellung im Rahmen der Internationalen Bauausstellung Berlin 1987, Berichtsjahr 1984 (mit Kat. Berlin Museum (Hrsg.), Arenhövel, Berlin 1984.)
- 1984: „Eldorado – Homosexuelle Frauen und Männer in Berlin 1850–1950. Geschichte, Alltag, Kultur“ (mit Kat. Berlin: „Frölich und Kaufmann“, 1984)
- 1984/1985: „Aus dem Werk des Malers Issai Kulvianski“
- 1985: „Neues im Berlin Museum,“ Erwerbungen und Stiftungen 1984
- 1985: „Zum 8.Mai : Über die Zerstörung der Kultur – Dokumente jüdischen Schicksals“
- 1985: „Die bunte Verführung – zur Geschichte der Blechreklame“
- 1985: „Jüdische Künstler zwischen Assimilation und Zionismus“
- 1985: „Im Blickpunkt – Hugenottisches Erbe in Berlin“
- 1985/1986: „Kleine jüdische Portraitgalerie “
- 1986: „Neues im Berlin Museum;“ Erwerbungen und Stiftungen des Jahres 1985
- 1986: „Der Arzt und Parlamentarier Julius Moses“
- 1986: „Das Stereobild in Wissenschaft und Technik“
- 1986: „Otto Nagel (1894–1967). Gemälde, Pastelle, Zeichnungen.“ Eine Ausstellung des Zentrums für Kunstausstellungen der Deutschen Demokratischen Republik.
- 1986/1987: „Jüdische Postkarten“
- 1986/1987: „Neues im Berlin Museum,“ Erwerbungen und Stiftungen des Jahres 1986
- 1987: „Stadtbilder Berlin in der Malerei vom 17. Jahrhundert bis zur Gegenwart“ (mit Kat. von Rolf Bothe (Hrsg.), Nicolai, Berlin 1987.)
- 1987: „Der Golem – seine Geschichte in Kunst, Literatur, Film“
- 1988: „50 Jahre Berliner Mode gezeichnet von Gert Hartung“
- 1988/1989: „Als wäre es nie gewesen – Menschen, die nicht mehr entkamen.“ Photographien aus den letzten Jahren des jüdischen Gemeindelebens in Berlin bis 1942
- 1988/1989: „Neues im Berlin Museum, “Erwerbungen und Stiftungen der Jahre 1987–88
- 1989: „Curt Hermann 1854–1929, ein Berliner Maler der Moderne“ (mit Kat. von Rolf Bothe (Hrsg.), Arenhövel, Berlin 1989)
- 1989: „Das 19. und 20. Jahrhundert“
- 1989/1990: „Soviel Anfang war nie – Kultur aus Trümmern. Deutsche Städte 1945–1949.“ Ausstellung des Deutschen Städtetages im Hamburger Bahnhof.
- 1989/1990: „Ernst Kuchling (1932–1989). Modeschöpfer in Berlin“
- 1989/1990: „Neues im Berlin Museum,“ Erwerbungen und Stiftungen des Jahres 1989
- 1990: „Berliner Zeichenkunst von Chodowiecki bis Liebermann“ (Ausstellung anlässlich der Fertigstellung des Bestandskatalogs)
- 1990: „Herbert Sonnenfeld: Ein jüdischer Fotograf in Berlin 1933–1938“ (im Martin-Gropius-Bau. Mit Kat. von Maren Krüger, Berlin, 1990)
- 1990/1991: „„Neu beginnen kannst du mit dem letzten Atemzug“, 100 Jahre Freie Volksbühne“ (im Foyer der Akademie der Künste, mit Kat. von Lothar Schirmer, Berlin 1990)
- 1991: „„Ändere die Welt“, Bertolt Brechts Theaterarbeit am Berliner Ensemble“ (mit Kat. von Lothar Schirmer, Berlin [o. V.], 1991)
- 1991: „Das Brandenburger Tor 1791–1991, Eine Monographie“ (Ausstellung in der Grundkreditbank mit Kat. von Rolf Bothe (Hrsg.), Arenhövel, Berlin 1991.)
- 1991: „„Eine neue Kunst für ein altes Volk“, die Jüdische Renaissance in Berlin 1900–1924“ (mit Publikation des MD von Inka Bertz, Berlin [o. V.], 1991)
- 1991: „Oberbürgermeister Gustav Böß. Das vergessene Stadtoberhaupt“
- 1991: „Mode aus Ost-Berlin. Kleider, Entwürfe und Graphiken“
- 1991: „Couture – Konfektion – Varieté, Mode der 20er Jahre“ (mit Kat. von Christine Weidenschlager, Berlin [o. V.], 1991)
- 1991/1992: „Fünf Jahre Museumsstiftung Augustin. Erwerbungen für das Berlin Museum“
- 1992: „Wiedervereint im Berlin Museum: Die Familie Schadow“
- 1992: „Faust – Lear – Die Frösche.“ Neuerwerbungen der Theatersammlung aus Inszenierungen im Berliner Ensemble, der Komischen Oper und der Freien Volksbühne
- 1992: „Der Bühnenbildner Roman Weyl. Grenzgänger der Szene“
- 1993: „Couture – Konfektion – Varieté, Mode der 20er Jahre“ (mit Kat. von Christine Waidenschlager, Berlin [o. V.], 1991)
- 1993: „Anton von Werner, Geschichte in Bildern“ (Ausstellung in Zusammenarbeit mit dem DHM Berlin. Mit Kat. von Dominik Bartmann, Hirmer, München 1993)
- 1993: „Reise nach Jerusalem – das Heilige Land in Karten und Ansichten aus fünf Jahrhunderten.“ Sammlung Lewenhardt (mit Kat. als Bestandskatalog der Jüdischen Abteilung des BM von Anemone Bekemeier, Wiesbaden: „Reichert“, 1993)
- 1993: „Moabiter Barock – Die Porzellanmanufaktur F. A. Schumann in Moabit bei Berlin“ (mit Kat. von Dietmar Jürgen Ponert, Berlin: „Helmut Scherer“ 1993)

### Publikationen
An Bestandskatalogen wurden in dieser Zeit vorgelegt:
- Dietmar Jürgen Ponert: Kunstgewerbe I Keramik. [ohne Verlag], Berlin 1985.
- Dominik Bartmann, Gert-Dieter Ulferts: Von Chodowiecki bis Liebermann. Katalog der Zeichnungen, Aquarelle, Pastelle und Gouachen des 18. und 19. Jahrhunderts. Gebr. Mann, Berlin 1990.
- Sabine Beneke, Sybille Gramlich: Berlin Museum, Gemälde I,1, 16.–19. Jahrhundert. [ohne Verlag], Berlin 1994.
- Christine Waidenschlager, Christa Gustavus: Berlin Museum: Mode der Zwanziger Jahre. Wasmuth, Tübingen/Berlin 1993.
- Gabriele Huster: Spielzeug im Berlin Museum. [ohne Verlag], Berlin 1988.
- Katalog der Neuerwerbungen 1980/1981 für die Jüdische Abteilung – Sammlung Sofer.
- Vera Bendt: Judaica-Bestandskatalog des Jüdischen Abteilung des Berlin Museums. [ohne Verlag], Berlin 1989.

Weitere Publikationen:
- Inka Bertz: „Keine Feier ohne Meyer“ Die Geschichte der Firma Hermann Meyer & Co. 1890–1990. Berlin 1990.
- Rolf Bothe (Hrsg.): Stiftung Dr. Otto und Ilse Augustin und Schenkung Günther Vogel: Fünf Jahre Erwerbungen für das Berlin Museum. [ohne Verlag], Berlin 1991.
- Hermann Simon: Das Berliner Jüdische Museum in der Oranienburger Straße: Geschichte einer zerstörten Kulturstätte. [ohne Verlag], Berlin 1983.
- Jürgen Reiche: In jenen Tagen: Filme der frühen Nachkriegszeit (Retrospektive zur Ausstellung des Deutschen Städtetages im Hamburger Bahnhof „Soviel Anfang war nie“). 1989

## Auflösung
Nachdem Rolf Bothe 1992 die Leitung der Staatlichen Kunstsammlungen in Weimar übernommen hatte, führte Dominik Bartmann das Berlin Museum als kommissarischer Direktor. Mit der ebenfalls kommissarischen Direktorin des Märkischen Museums, Renate Altner, wurde die Zusammenarbeit zwischen den beiden Museen intensiviert. 1993 waren die Bauarbeiten am Erweiterungsbau des Berlin Museums so weit fortgeschritten, dass sie auf den Altbau übergreifen mussten. Daher wurde das Museum am 4. Oktober 1993 geschlossen und geräumt.
Inzwischen hatte Reiner Güntzer in der Senatsverwaltung ein Konzept zu einem Stadtmuseum entwickelt, in dem neben Berlin Museum und Märkischem Museum alle kunst- und kulturgeschichtlichen Museen Berlins vereinigt werden sollten. Günzer wurde zum Generaldirektor dieses europaweit größten Museumszusammenschlusses auf Regionalebene. Mit der Gründung der Stiftung Stadtmuseum Berlin am 23. Juni 1995 war das Berlin Museum als Körperschaft aufgelöst und wurde fortan nur noch als Benennung des Kollegienhauses mit seinem Erweiterungsbau geführt. Mit Übernahme dieser Bauten durch das Jüdische Museum 1999 wurde auch der Begriff „Berlin Museum“ hinfällig.

## Weißbierstube
Legendär wurde die Weißbierstube des Museums durch spätere Verklärung damaliger Museumsbesucher. Bei der Einrichtung des Kammergerichtsgebäudes zum Museum war von Anfang an auch ein kleines Café vorgesehen. Als Besonderheit sollte es den Typus einer Alt-Berliner Weißbierstube vertreten. Dieser kleine Restaurationsbetrieb bot mangels Küche typisch volkstümliche kalte Speisen wie Bouletten, Salate, Schmalzstullen, eingelegte Gurken und Ähnliches an, war damit aber so erfolgreich, dass er inmitten der beklagenswert schlechten Gaststättensituation der südlichen Friedrichstadt vor allem sonntags mehr Kneipengäste als Museumsbesucher anzog. Da sich ein lärmender Schankbetrieb und die getragene Ruhe eines Museums schwer vertrugen, war die so geliebte wie erfolgreiche Weißbierstube ständiger Anlass für Querelen zwischen Museumsleitung und Pächter.